# Római harcászat a Köztársaság korában
A római gyalogsági taktikákról szóló cikk a teoretikus és történelmi gyalogsági formációkat, felfejlődési módokat, és manőverezési taktikákat dolgozza fel a Római Köztársaság kezdetétől egészen a principátus koráig. A cikk először egy rövid áttekintést nyújt a római kiképzési módszerekről, majd ezt néhány leírás követi a tipikus harctéri helyzetekről, felállásokról. Ezt követően analizálja a római sereg teljesítményét különbözőféle ellenséges haderőkkel szemben, végül pedig egy összefoglalót ad a rómaiak taktikájának és stratégiájának alábbiakban leírt effektivitásáról, valamint elemzi milyen okokból olvadt el a későbbiekben ennek hatékonysága.
A cikk elsősorban a római taktikára összpontosít – arra hogyan közelítették meg a csatateret, és hogyan álltak fel különböző ellenfelekkel szemben évszázadokon keresztül. Ez az írás nem kísérli meg, hogy feltárjon részletesen olyan dolgokat, mint a sereg strukturális felépítése és felszerelése, ellenben különböző csaták leírásával illusztrálja a római taktikai metodikákat.
A hadsereg felépítésére vonatkozóan lásd még légió szócikket.

## A római taktika és stratégia fejlődése
A római katonai taktika és stratégia a kisebb méretű törzsi sereg lokális hegemonikus törekvéseiből alakult ki, míg elérte azt a szintet, melynek segítségével masszív seregek mozgatásával egy birodalmat volt képes felépíteni. Ez a fejlődés a római politikai törekvések változó trendjeivel, a szociológiai és gazdasági felépítés átalakulásával, valamint a speciális „római katonai módszerekkel” magyarázható. Ez a módszertani szemlélet magába foglalja az állandósuló és szisztematizálódó hadsereg felállítása felé haladó törekvést, a szomszédos népek hadviselési módszereinek praktikus másolását, adaptációját és alkalmazását, a taktikában és metódusokban való flexibilis gondolkodásmódot, a győzelem keresésében mutatott kérlelhetetlen konokságot, valamint az összetartást, amit a hadat viselő római polgár idealizált képe generált, és ez a római légióban öltött testet. Ezek az erények idővel elapadtak, de addig is erős alapot szolgáltattak Róma felemelkedéséhez.
Néhány lényeges fázisként ebben a fejlődésében, majd a hanyatlásban a következőket említhetjük:
- A hadsereg alapját a törzsi kezdetektől elsődlegesen a római polgárokból álló nehézgyalogság adta, és ezt a korai időktől fogva falanxszerű elemekkel erősítették meg
- Növekvő katonai tapasztalatok, mikor a Római terjeszkedés iránya kilép Itáliából, és Észak-Afrika, Görögország valamint a Közel-Kelet területeire terjed ki
- Folyamatos finomítás, standardizálás, és modernizálás a Gaius Mariushoz köthető periódusban, beleértve a polgárság szélesebb körű bázisának beleolvasztását a hadseregbe, és az egyre professzionalizálódó és állandósuló katonai szolgálatot.
- Folyamatos terjeszkedés, mozgékonyság és tapasztalatszerzés a Köztársaság végétől kezdve a Ceasarok koráig
- Növekvő barbarializálódás, a nehézgyalogos egységek súlyának csökkenése a lovassággal és a könnyűgyalogsággal szemben
- A Nyugatrómai Birodalom összeomlása, és kicsi, gyenge lokális erőkre való szétdarabolódása

## Kiképzés, fegyverek és felszerelések – áttekintés
Az idők folyamán a katonai rendszer megváltozott feladatait és felszerelését tekintve, de ennek ellenére a római történelem során mindvégig képzett és fegyelmezett háborús gépezet maradt. A katonák általában végigmentek a minden hadseregben kötelező kiképzés nehézségein, az újoncok mustrájától kezdve, a fegyverekkel való gyakorlatozáson keresztül a formációban való menetelés, és a taktikai gyakorlatok elsajátításáig. A tipikus kiképzési rendszer magába foglalta a gimnasztikát, az úszást, a fizikai erőnlét és edzettség fokozatos felépítését, a fafegyverekkel való gyakorlatozást, a harci technikák elsajátítását, és a teljes menetfelszerelésben való meneteléshez szükséges állóképesség megszerzését, hogy hozzászoktassák a katonákat a hadjáratok keménységéhez.
A harci gyakorlatok abból álltak, hogy az újoncok egy fa gladiussal egy fa bábun sajátították el a fegyver kezelését, miközben teljes vértezetet viseltek, illetve a közelharci tudásukat egymással való bokszolással tökéletesítették. A légionáriusokat a gladiussal való szúrásra képezték ki, mivel nagy pajzsaik (scutum) mögött védhették magukat, miközben fegyverüket ellenfelükbe döfték. A rómaiak tisztában voltak azzal, hogy akár csak egy három vagy négy centiméteres seb is okozhat halált, így a gyors szúrásos technikára helyezték a hangsúlyt, aminek céljai az alapvető fontosságú szervek, illetve a páncélzaton lévő rések voltak. Korabeli képi ábrázolások a római katonák harcmodoráról, beleértve a Rómában álló Traianus oszlopát is, úgy jelenítik meg őket, amint jobb lábuk hátul, bal lábuk és pajzsuk előre néz, és kilencven fokkal kifelé fordulnak. Ez a bokszoláshoz hasonló harci stílust mutat, ahol a bal oldalukon lévő pajzzsal taszigálják és zaklatják az ellenfelet, a jobb kézben lévő kard pedig beviszi a végső halálos szúrást. Más képzési gyakorlatok arra tanították meg a légionáriusokat, hogy megfelelően engedelmeskedjenek a parancsoknak, amikor az egységnek a csata közbeni megfelelő formációját kell felvennie.
Egy légionárius tipikusan hozzávetőleg 27 kilogrammnyi súlyt cipelt magával vértezete, fegyverei és felszerelése formájában. Ez a csomag magába foglalta a vértet, a kardot, két pila-t (egy nehezet és egy könnyűt), valamint tizenöt napi élelmet. Ezeken kívül ott voltak még az ásáshoz, és a katonai tábor (castra) felépítéséhez szükséges eszközök.
A kiképzés végén a légionárius esküt tett a SPQR-nek (Senatus Populusque Romanus), illetve később a császárnak. A katonák ezután kaptak egy diploma-t, majd elküldték őket harcolni az életükért, valamint Róma dicsőségéért és becsületéért.

## Parancsnoklás, felderítés, erődítések, logisztika és morál

### Parancsnoklás, kontroll és struktúra
Miután egy katona befejezte a kiképzést általában az egyik légióhoz rendelték, ami rómaiak alapvető tömeges harci ereje volt. A légiókat tíz egységre, úgynevezett cohorsokra osztották, ami durván megfelel egy modern gyalogos zászlóaljnak. A cohorsokat további alegységekre, három manipulus-ra osztották, ami további két egységből, körülbelül 60-100 emberből álló centuriakból állt. A teljes létszámú légió hatvan centuriából, azaz körülbelül 6000 emberből állt. A légió első cohorsa volt általában a legütőképesebb egység, mivel teljes személyi állományát a legképzettebb, legtapasztaltabb emberekkel töltötték fel. A légiók egymással egyesülve alkották a hadsereget.
A légiók, illetve a hadseregek legmagasabb rangú tisztjei a Köztársaság idején általában consulok vagy proconsulok közül kerültek ki. A korai köztársasági periódusban szokásos volt, hogy egy hadsereget kettős parancsnoklás alá helyeztek, olyan módon, hogy a két consul egymást naponként váltogatva irányította a haderőt. A későbbi századokban ezt fokozatosan megszüntették, és a hadseregek egy parancsnok irányítása alá kerültek. A legfőbb parancsnokot rangban követő tisztek a szenátori rangú legatusok voltak, az arisztokrata származású fiatal tribunusok pedig gyakran az adminisztratív feladatokat felügyelték, mint példának okáért a tábor megépítése. A centuriók (durván egyenértékű rang a mai altisztekével, de a csatamezőn a modern kapitányokéhoz volt hasonló a funkciójuk) voltak a cohorsok, manipulusok, és centúriók parancsnokai. A seregben speciális mérnöki egységek, kézművesek és fegyvermesterek is szolgáltak.
További részletek a római hadsereg strukturális felépítéséről, és a római légióról szóló cikkekben találhatóak.

### A menetoszlop
Ha egy légiót bevetettek valahol, az egyben a hosszas menetelések kezdetét is jelentette. A csatamezőt oszlopokba rendezve közelítették meg, erősítve ezzel a manőverező képességet. Általában egy felderítőkből, lovasságból és könnyűgyalogosokból álló erős előőrs előzte meg a fő csapattestet, akikhez egy tribunus vagy más magasabb rangú tiszt is csatlakozott, hogy felmérje a lehetséges táborhelyek elhelyezkedését. Felderítőket és oldalvédet is alkalmaztak, hogy biztosítsák a menetoszlop biztonságát. Az előőrsöket a nehézgyalogság követte, minden légió jól elkülöníthetően, a saját poggyászoszlopával kísérve. Az utolsó légió biztosította általában az utóvédet, néhány frissen felállított egység pedig az utolsó védvonalat.

### Megerősített táborok építése
Háború idején a légiók ha megálltak, palisadokkal és mély árkokkal megerősített ideiglenes táborhelyeket építettek, ami megfelelő védelmet biztosított az ellátmány tárolására, a csapatok elhelyezésére. Az erődítéseket minden egyes alkalommal újjáépítették, amikor a hadsereg új táborhelyet talált, mivel ezt az aktust mind katonai szükségszerűségből, mind vallási szimbolikus szempontokból fontosnak tartották. A táborba négy kapun keresztül lehetett bejutni. Ezeket kettő, egymást keresztező főutca kötötte össze, melyek csomópontjában álltak a parancsnokok sátrai. Helyet biztosítottak egy oltárnak, és egy vallási gyülekező helyként szolgáló területnek is. Mindez előre meghatározott standard terv szerint készült el, a poggyász, a felszerelés és a speciális katonai egységek elhelyezésétől kezdve a tisztek kötelességéig az őrszemek felállításában, és a következő napi menetelés előkészítéséhez szükséges utasítások kiadásában. Az építés hozzávetőlegesen kettő, öt órát vett igénybe, és míg a munkások dolgoztak, a sereg többi része őrt állt a taktikai szituációtól függően. Egyetlen más ókori sereg sem fordított annyi energiát és időt a táborhelyek szisztematikus felépítésére, mint a rómaiak, akik akkor is eszerint a metódus szerint jártak el, ha egy helyen csak egy napot pihentek.

### Táborbontás és menetelés
Miután a hadsereg a meghatározott időpontban megreggelizett felhangozott a megfelelő trombitaszó, ami jelt adott a tábor sátrainak, épületeinek lebontására, és a távozásra való készülődésre. A trombita újra felharsant, ami ezúttal a meneteléshez való felállást jelezte. Ekkor a teherhordó szamarakat és poggyászszekereket felpakolták, a sereg pedig a megfelelő formációban felállt. A tábort ezt követően felgyújtották és a földig égették, hogy ezzel akadályozzák meg, hogy később az ellenség kezére kerüljön. A trombita utoljára felharsant, majd a csapatokat egymást követően háromszor megkérdezték, hogy készen állnak e az indulásra, amire ők együttesen hangosan kiáltották, hogy „Készen állunk!”, mire a sereg megindult.

### Felderítés
A jó római parancsnok nem habozott, hogy kihasználja egy hírszerző képességeit, főképpen ostrom idején, illetve harctéri összecsapások előtt. Az információt kémektől, kollaboránsoktól, követektől, diplomatáktól, és a szövetségeseiktől gyűjtötték össze. A második pun háború alatt például a hírszerzők által elfogott üzenet tette lehetővé, hogy azonnal két hadsereget indítsanak Hasdrubál karthágói seregeinek felkutatására és elpusztítására, és ilyen módon megakadályozzák, hogy utánpótlást biztosítson Hannibál serege számára. A parancsnokok ezen kívül hírszerzőik segítségével egy szemüket állandóan a Rómában történő eseményeken tartották, mivel politikai ellenfeleik és riválisaik könnyen sikertelenné tehették hadjárataikat, érzékeny veszteségeket okozva ilyen módon politikai karrierjükben (aukrocitas), és személyes imázsukban (dignitas). A harc kezdeti fázisában felderítőket is bevetettek – járőröket küldettek ki, rajtaütésekkel tették próbára az ellenséget, gyenge pontokat keresve, összeszedték a szökött katonákat, valamint megfélemlítették a lakosságot.

### Logisztika
A római ellátásszervezés volt az ókori világ legjobbja évszázadokon keresztül, az ellátmánybeszerzők alkalmazásától kezdve, az élelmiszerkészleteknek a hadjárat során való szisztematikus felvásárlásán, az utak és tartalék lerakatok építésén át, a hajók bérléséig, melyeket akkor alkalmaztak, ha a csapatokat nagyobb vizeken át kellett szállítani. A nehéz felszerelést (sátrakat, tüzérséget, tartalék fegyvereket és eszközöket, malomköveket stb.) állatokon és szekereken szállították, valamint a katonák magukkal cipelték személyes csomagjaikat, amelyekben ott voltak a táborhelyek felépítéséhez szükségek karók és lécek is. Általában a helyi lehetőségeket is kihasználták az ellátás biztosítására, így igen szerencsétlen volt az a paraszt, földműves, aki közel lakott a konfliktus területéhez, mivel a hadserege szükségletei érdekében teljesen kifoszthatták. A hadsereg harcoló alakulatainak nyomába több kereskedő, prostituált és egyéb különleges szolgáltatást nyújtó személy is szegődött.

### Morál
A közelgő csata előtt a csapatok mozgása óvatosabbá vált. Néhány napot – ha lehetőség volt rá – a helyi geográfiai viszonyok és az ellenfél tanulmányozásával töltötték, mialatt a csapatokat mentálisan és fizikálisan felkészítették a közelgő küzdelemre. Buzdító beszédeket tartottak, áldozatot mutattak be az isteneknek, valamint az ómeneket tanulmányozták. Néhány praktikus demonstrációval felmérték az ellenség reakcióit, valamint a csapatok morálját is. Például a hadsereg egy részét csatasorba állították a tábor előtt az ellenséggel szemben. Ha a másik fél nem válaszolt a kihívásra, a parancsnok azzal erősíthette meg emberei morálját, hogy ezt az ellenfél bátortalanságának tulajdonította szembeállítva saját csapatai elhatározottságával.
A történész Adrian Goldworthy megjegyzi, hogy ezek a puhatolózó elő-csatározások gyakoriak voltak az ókori hadseregeknél, mivel minden fél a maximális előnyt próbálta megszerezni magának a fő összecsapás előtt. Ebben az időszakban néhány ókori író képet fest arról is, hogyan folytak le a csatát megelőzően találkozások és tárgyalások a szembenálló felek parancsnokai között, mint például Zámánál Hannibál és Scipió esetén. De bármi is igaz ezekből a legendákból, vagy az állítólagos díszes beszédekből, a mindent eldöntő események a csaták folyamán zajlottak le.

## Csatarendbe fejlődés – a „hármas vonal” triplex acies
A csata előtti manőverek a képzett parancsnokoknak képet alkottak a közelgő ütközetről, de a végső kimenetel megjósolhatatlan volt, még közvetlenül az összecsapás kezdetének pillanatában is. A csata irányításának lehetősége lényegében megszűnt abban a pillanatban, amikor a fő erők megindultak egymással szemben. Politikai megfontolások, a tartalékok kimerülése, vagy a parancsnokok közötti rivalizálás a dicsőségért is megállíthatott egy előrenyomulást, akár csak a Trebiai folyónál vívott csata idején.

## A hármas csatasor felállítása
Ha a harci gépezet már mozgásba lendült, a római gyalogságot, mint a fő ütőerőt vetették be az ellenséggel szemben. A Köztársasági kor folyamán a manipulusokat általában hármas csatasorban (triplex acies) állították fel: az első sorban a hastati-t, a másodikban a principes-t, végül pedig a harmadikban a triarri-t, esetenként még hátrább további egységeket is felállítottak tartalékként. Ha az első két sor vereséget szenvedett, a hastati és a principes meghátrált, a triariusok pedig megpróbálták rendezni a csatasort, hogy ellentámadásba kezdjenek, vagy fedezzék a többiek visszavonulását. Mivel a triarii-ig való meghátrálás a csatában általában kétségbeejtő helyzetet jelentett, így a rómaiak között ismert közmondásként maradt meg az „ad triarios rediisse” kifejezés, ami lényegében egy személy kilátástalan helyzetét jelentette.
A korabeli római írók időnként említést tesznek arról, hogy a felfejlődéskor, de még a csata kezdete előtt manipulusok az úgynevezett quincunx formációba álltak fel. Az első sorban a hastati-k akkora közöket hagytak csapattesteik között, hogy a második sorban a principes egységek ezen üresen hagyott szakaszok mögött álljanak fel. A harmadik sor hasonlóképpen fejlődött fel a második sor által üresen hagyott rések mögé beállva. A velites egységek laza és folyamatos alakzatban a nehézgyalogság előtt álltak fel. (1. kép)
A római manőverezés rendkívül komplex volt – ezernyi katona lába verte fel a port, miközben a nekik kijelölt helyre sorakoztak fel, a levegőt pedig a mozgást irányító, és a rendet fenntartani próbáló tisztek üvöltözése töltötte be. Néhány ezer ember formációja alakult át oszlopokból szabályos sorokká mialatt, minden egység elfoglalta a neki kijelölt helyet a könnyűfegyverzetű gyalogsággal és a lovassággal együtt. A sereg csatasorba állítása ilyen módon eltartott egy ideig, de ha megtörtént a légiók tipikusan három sorba rendezett, egy mérföld hosszú formációja készen állt a csatára.
A három sorba rendezett felállás évszázadokon keresztül fennmaradt, bár a Mariusi reform hatályon kívül helyezte a kor és classis szerinti felosztást, egységesítette a fegyverzetet, és a légiót nagyobb manőverező egységekbe, cohorsokba szervezte át. A teljes hadsereg mérete, és a katonák szolgálatai ideje is megnövekedett, a legkisebb vagyoni osztályok biztos emberanyag bázisára építve.
1. kép 

## A hármas sorokkal való manőverezés
Mikor a sereg elérte az ellenséges vonalakat, az elől álló velites az ellenfél katonáira dobta dárdáit, majd visszavonult a sorok között hagyott réseken keresztül. Ez a módszer egy lényeges fejlődésnek tekinthető, mivel ebben az időszakban más hadseregekben az előcsatározó egységek vagy a saját hadseregeik sorain keresztül vonultak vissza, ami zavarodottsághoz vezetett, vagy pedig a sereget és a szárnyakat megkerülve menekültek el. Miután a velites visszavonult a hastati egységeken keresztül, a hátrébb álló centuriák balra, majd előre mozogtak, amivel végül egy egységes vonalat hoztak létre az első sorban. Hasonló folyamat zajlódott le, amikor a második majd a harmadik vonalon haladtak keresztül, vagy pedig oldalirányban az első és a második vonal között mozogtak tovább, hogy megerősítsék a szárnyakat. (2. kép)
A hadsereg ezt követően már a megfelelő egységes vonalban állt fel az összecsapásra. Amikor az ellenség a közelbe ért, a hastati támadásba lendült. Ha vesztésre álltak a küzdelemben, a „hátsó” centuria visszatért az eredeti pozíciójába ismételten réseket formálva a sorban. Ekkor a manipulusok visszavonulhattak a réseken keresztül a principes-ek mögé, akik hasonlóképpen csatasort formáltak, majd támadásba lendültek. Ha a principes nem törte meg az ellenséget, akkor ők is visszavonultak a triarii mögé, és az egész hadsereg rendezetten elhagyta a csatateret.
A manipulus rendszer lehetővé tette, hogy szembeszálljanak bármilyen ellenséges sereggel, akár nehéz terepen is, mivel a légió elég flexibilis és kitartó volt a csatasorokba való felfejlődéshez. Az erős lovasság hiánya viszont komoly gyengesége volt a római erőknek.
A késő birodalmi hadseregben a csatarendbe való felfejlődés hasonló módon történt amikor a cohorsok quincunx mintába álltak fel. A korábbi módszerhez hasonlóan, mikor a veteránokból álló triarii hátul sorakozott fel a kevésbé tapasztalt cohorsok – általában a második, harmadik, negyedik, hatodik és a nyolcadik – voltak a frontvonalban, míg a tapasztaltabbak – az első, az ötödik, a hetedik, a kilencedik és a tizedik – hátul helyezkedett el. (2. kép)

## Lehetséges formációk
A fent leírtak csak egy általános felállási rendet mutattak be, amit gyakran változtattak. Scipió például Zámánál az összes légiót egy egységes sorban állította fel, hogy bekerítse a karthágói hadsereget, akárcsak Hannibál tette ezt korábban Canneanál. Az alábbiakban egy rövid összefoglalás következik azokból a formációkból, melyekről tudjuk, hogy csata során alkalmazták őket. (3. kép)

## A csata és a haditechnika alkalmazása

### Közelharc
Miután a fent leírtak szerint az előcsatározó egységeket visszavonták a küzdelemből, a nehézgyalogság bezárta a csapatok közötti réseket, majd futólépésben támadásba lendült. Az első sorok elhajították pila-ikat, az őket követő katonák pedig ugyanezt tették az előttük állók feje fölött eldobva dárdáikat. A pilakat úgy tervezték, hogy elgörbüljenek, ha nem okoznak azonnali halált, vagy súlyos sérülést, ilyen módon használhatatlanná váltak az ellenség számára. A katona miután elhajította a pilat előhúzta kardját és az ellenségre támadt. Különös hangsúlyt helyeztek a pajzs használatára, hogy maximálisan védjék vele testüket, ami könnyű célpontot szolgált volna, amikor az ellenfelükre rontottak. Az elkövetkező közelharcban a rómaiakra jellemző fegyelmezettség, a nehéz pajzs, a vért és a kiképzés volt az, ami a leginkább előnyös helyzetbe hozta a római katonákat.

### A harc okozta folyamatos sokk
Néhány a római gyalogsággal foglalkozó tudós azt az elméletet támogatja, hogy a közelharc jelentette intenzív trauma és stressz miatt a küzdő felek nem folyamatosan vagdalkoztak egymással addig, míg az egyik fél le nem győzetett. Helyette a harc folyamán rövid periódusokra intenzív és elkeseredett harc bontakozott ki. Ha a harc váltakozó eredménnyel folyt, a szembenálló felek rövid távolságra visszavonultak rendezni soraikat, majd újabb rohammal vetették magukat a küzdelembe. Mögöttük mások időközben kapcsolódtak be a közelharcba fedezve társaikat, vagy pedig friss erőként támadva az ellenséget. A katonák így számíthattak az időnkénti váltásra, a helyett, hogy a végtelennek tűnő harcot folytassanak, míg halálos sebet nem kapnak, vagy mozgásképtelenné nem válnak. Ahogy a harc időben előrehaladt a masszív fizikai és mentális stressz intenzitása egyre fokozódott. Állóképesség és akaraterő kellett ahhoz, hogy valaki több rohamban is részt vegyen. Ez végül az egyik oldal összeomlásához vezetett, amit hatalmas mészárlás követett a győztes fél részéről.

### Hadigépek és fedező tűz használata
Sok római csatában, főképpen a késő birodalmi korban, a támadás előkészítésekén ballisták és onagerek össztüzével készítették elő a csatát. Ezek a hadigépezetek, melyek az ókori nehéztüzérségnek feleltek meg, tüzes nyílvesszőket és hatalmas köveket szórtak az ellenségre (bár sok történész megkérdőjelezi ennek a harcmezőn való effektivitását). A zárótűz mögött a római gyalogság négy vonalba fejlődött fel, majd harminc méterre megközelítve, az ellenséget megálltak, elhajították pilaikat, majd támadásba lendültek. Ha az első sort visszaszorította az ellenség, a következő sor azonnal bekapcsolódhatott a küzdelembe. Gyakorta a halálos támadásoknak ez a gyors egymás utáni sorozata hozta meg a sereg számára a győzelmet. Másik gyakorta használt taktikai elem volt, hogy színlelt támadásokkal, és az auxiliares equites (auxiliáris lovasság) nyílzáporával arra kényszerítették az ellenséges sereget, hogy üldözőbe vegye őket, majd egy előkészített csapdába csalva a harcosokat a római nehézgyalogság és lovasság ellentámadásba kezdett.

## A római három vonalas felállás előnyei

### Flexibilis manőverező képesség, sorközök tartása a csatában
A legtöbb ókori forrás, akárcsak Polybios, világosan állítja, hogy a légiók olyan módon harcoltak, hogy helyközöket hagytak a soraikban, de időnként megszakítatlan sorban is felfejlődhettek a frontvonalba. Sokféle megközelítés létezik, ami összhangba hozza ezeket a lehetőségeket az ókori forrásokkal. A sorokban lévő helyközök előnye nyilvánvaló, ha a formáció mozgásban van, – könnyebben körülfolyhatja a terepakadályokat, a manőverező képessége és a kontrollálhatósági is növekszik – és, ahogy a rómaiak is tették a Marius előtti háborúkban, a poggyász a sorok között helyezhető el, ahol nehezebb rajtaütni, valamint fedezékként is használható, ha a hadseregnek gyorsan kell felkészülnie az összecsapásra. Ha a menetelő sereg megközelítette a csata helyszínét, igencsak nehéz lett volna felállítani egy áttörhetetlen, szakadások nélküli emberfalat, legfeljebb a lehető legsíkabb terepen. Így sok ókori sereg használt helyközöket a vonalain belül, még a Karthágóiak is, akik általában ezeken keresztül vonultatták vissza előcsatározó egységeiket a fő összecsapás előtt. Még a legkevésbé szervezett ellenséges seregek, mint a germánok is csoportokba tagozódva támadtak kisebb helyközöket hagyva az egyes csapatok között.
Ennélfogva a sorokon belül helyet hagyó harcmodor elfogadható gondolat, miként azt Polybios is állítja. Annak következtében emelkedtek ki a rómaiak a többi ókori sereg közül, hogy általában nagyobb közöket hagytak egységeik között, és ennek kivitelezését szisztematikusan szervezték meg. Minden közt olyan módon fedeztek, hogy mögöttük manipulusokat vagy cohorsokat állítottak fel, így ha bármely helyen áttörhették volna a sorokat, az nem maradt megtorlatlan. Ha a csata heve kezdett gyengülni, friss egységeket vethettek be a réseken keresztül felváltva az első sorokban harcoló embereket, és így folyamatosan nyomás alatt tarthatták az ellenséget.
Szűkös helyeken, magaslatokon, hegyszorosokban nem alkalmazták a csatasorokon belüli helyközöket, mivel az egységek szétterítése itt nem lett volna lehetséges. Más esetekben, ha például ék alakzatban álltak fel, vagy az Ilpiai csatánál alkalmazott bekerítő hadműveleteknél szintén nem hagytak réseket a sorokon belül. Scipió Zamanál szintén közeli szakaszközöket alkalmazott, amikor végső győzelmet aratott Hannibál serege felett. Lehetséges volt az is, hogy miközben a csata forgatagában az egységek az általános sakktábla alakzatból egységes sorokba fejlődtek fel, a közök összeszűkülhettek vagy akár teljesen el is tűnhettek, így a sereg többé-kevésbé megszakítatlan támadóvonallal nézett az ellenséggel farkasszemet. Ceasar seregében a quincunx és a rések alkalmazása lényegében megszűnt, légói általában három szakadatlan vonalban sorakoztak fel, négy cohorsszal az első sorban, hárommal pedig lépcsőzetes felállásban. A rómaiak mindazonáltal flexibilisek maradtak a helyközök és a felállás tekintetében, a taktikai helyzettől függően időnként akár kettő vagy négy csatasorba is rendezhették légióikat.

### Nagyobb harci állóképesség – tartalékok, és a formáció mélysége
A római gyalogság felállásának másik előnyét az alkalmazott helyközök mélysége adta. A legtöbb ókori sereg sekély mélységű formációban álltak fel, amire a phalanx tekinthető az egyik tipikus példának. A phalanxot lehetett több ember mélységben is felállítani, hogy növeljék az egység kitartását és elrettentő erejét, de az általános felfogásnak megfelelően általában egy masszív vonalban állították fel őket, ellentétben a rómaiak három vonal mély formációjával. A római rendszer előnye abban áll, hogy folyamatos és ütemes utánpótlást tett lehetővé a hátsó sorokból a hosszan elhúzódó ütközetek ideje alatt, újra és újra megújítva az ellenség első sorainak feszülő nyomást, míg azok meg nem törtek. A második, majd a harmadik sorok bevetésére vonatkozó döntések azonban óvatos mérlegelést kívántak meg a római parancsnoktól. Ha túl korán alkalmazta, a két sor összekeveredhetett a harc frontvonalában. Ha túl későn, az első sor megfutamodása elsöpörhette a hátulról felfejlődő vonalakat. Tehát erős kontrollt kellett gyakorolni az egységek felett. A harmadik sorban lévő triariusok néha még le is térdeltették vagy guggoltatták, hogy ilyen módon akadályozzák meg őket abban, hogy idő előtt hatoljanak előre a frontvonalig. Ennél fogva a római főparancsnoknak folyamatosan mozgásba kellett lennie a csatatéren, hogy különböző pontokon figyelemmel kísérelhesse az ütközetet, vagy hogy hátralovagoljon a tartalékok mozgósítására, amikor nem volt idő a szokásos üzenetvivők szolgálatainak igénybevételére. A római hadsereg nagyszámú tisztje, valamint a sereg cohorsokra és a manipulusokra való lebontása nagyban segítette az efféle hadmozdulatok lebonyolítását.
„Ha az első sor megtette a tőle telhetőt legtöbbet, meggyengült és kifulladt az őt ért veszteségektől, akkor utat engedett a második sorból érkező friss utánpótlásnak, akik fokozatosan, kisebb egységekben hatoltak előre és kapcsolódtak be a küzdelembe. Időközben, ha az eredeti első sor eléggé kipihente magát, az egységek újraformálódtak, majd újra beléptek a frontvonalban zajló küzdelembe. Ez egészen addig folytatódott így, míg az első és második sor összes embere részt nem vett a harcban. Ez nem feltétlenül az első sor visszavonulását jelentette, sokkal inkább a sorok összekeveredését, egyesülését. Ennélfogva az ellenfélnek nem hagytak időt a pihenésre, és folyamatosan egészen addig támadták friss erőkkel, míg ki nem fáradt vagy demoralizálódott az ellene irányuló ismétlődő rohamokban.”
(Military Affairs of Rome," by Lt. Col. S.G. Brady, 1947)

## Taktikai parancsok a felfejlődést követően
Akármilyen csatarendben is állt fel, a római hadsereget mozgékonyság, fegyelmezettség és összetartás jellemezte. A különböző formációkat a különböző taktikai szituációknak megfelelően alkalmazták:
- Repellere eqites (lovasság visszaűzése): A lovassági támadásokkal szemben alkalmazott formáció. A légionáriusok négyzet alakban álltak fel, vállukat szorosan egymásnak vetették, pilaikat pedig lándzsaként tartották előre a pajzsok közötti réseken.
- Eicere pila: A pilanak az ellenségre való hajítására felszólító parancs.
- Cuneum formate: Ék alakzat formálására felszólító parancs, ami a roham során sokkolhatta és megtörhette az ellenség sorait.
- Contendite vestra sponte: A parancs egyfajta agresszív hozzáállásra szólította fel a légionáriusokat, akik minden ellenségre azonnal támadtak, akikkel szembekerültek.
- Orbem formate: A parancs kör alakú formációra szólította fel a légionáriusokat. A kör közepébe az íjászok fejlődtek fel, akik távolsági támadásukkal támogatták a katonákat. Ezt a taktikát főleg akkor alkalmazták, ha egy kis számú légionáriusnak kellett tartania a pozícióját, miközben az ellenség körülvette őket.
- Ciringite fortem: Parancs arra vonatkozóan, hogy a légionáriusok tartsák a pozíciójukat.
- Fortem allargate: Szétszóródásra utasító parancs.
- Testudinem formate: A teknős alakzat felvételére utasító parancs. Ez a formáció csak lassú mozgást tett lehetővé, viszont áthatolhatatlan volt az ellenséges tűz számára, ami hatékonnyá tette ostrom esetén, vagy ha ellenséges íjászokkal kellett szembenézni. A közelharcban a teknős alakzat hátrányt jelentett, így csak akkor alkalmazták, ha az ellenség elég távol helyezkedett el, így a légionáriusok másik formációt vehettek fel a támadás előtt.
- Agmen formate: Parancs négyzet alakzat formálására.

## Ostrom és erődítmények

### Városok ostroma
De oppido expugnando, azaz a városok ostromának taktikáját három fázisra bonthatjuk:
1. Az első fázisban a mérnökök (cohors fabrorum) egy megerősített tábort és comtravallation-t építettek, melyek közül az utóbbi erődítményei megelőzték, hogy az ellenség utánpótlást vigyen a városba. Ostromtornyokat építettek, árkokat ástak, valamint csapdákat is felállítottak a város körül. Időnként circumvallation-t is építettek a város körül, akárcsak Caesar az Alesiai csatában. Máskor aknákat, alagutakat ástak, hogy leomlasszák az ellenséges falakat.
2. A második fázis az onagerek és a ballisták tüzével kezdődött, melyek fedezték az ostrom tornyokat, a légionáriusok pedig készen álltak, hogy megtámadják a falakat védőket. Időközben más cohorsok teknős alakzatban közelítették meg a falakat faltörő kosokat vagy létrákat cipelve magukkal, hogy keresztültörjék a kaput, vagy pedig megmásszák a falakat.
3. A harmadik szakaszban a falakon először áthatoló cohors – akár létrával mászta meg a falakat, akár ostromgépekkel törte át a bejáratot – kinyitotta a kapukat. Ha a főkaput kinyitották, a lovasság és a többi cohors behatolt a városba és végzett a megmaradt védőkkel.

### Erődített táborok
Miközben a megerősített városok, erődök és az ezek elhúzódó ostromai gyakoriak voltak az egész ókor idején, a rómaiak egyedülállóak voltak az ókori hadseregek között ideiglenes táboraik alapos megerősítésében. Hadjáratokon keresztül a katonáknak hatalmas mennyiségű időt fordítottak az ásásra, ami a légionárius hétköznapi tevékenységének számított. A katona poggyászának elengedhetetlen kelléke volt az ásó, a dolabra vagy csákány, illetve egy vesszőből font kosár a föld elhordására. Ezeknek a segítségével ástak árkokat, építettek falakat és paliszádokat. Julius Caesarnak az Alesia ostromakor végrehajtott erődítési munkálatai jól ismertek. A gall várost masszív kettős fallal vették körül, amellyel egyszerre bebörtönözték a védőket, valamint kívül tartották az esetleges külső támadásokat. A belül húzódó árok egyedül húsz láb mélységű volt, és Caesar egy folyót is eltérített, hogy feltöltse azt vízzel. Ráadásul az erődítések előtt a földet több helyen vastüskékkel szórták fel, hogy megállítsák, illetve elrettentsék a támadó ellenséget. Különös, hogy egy ilyen gyalogsági központú csatában Caesar erősen támaszkodott a lovasságára számítva a gallok meglepetésszerű kitöréseire. Ez a lovasság nagyrészt azokból a germán törzsi harcosokból tevődött össze, akikkel már korábbi harcai során kiegyezett.
A római katonai táborok jelentőségét már korábban elmondtuk, de a rómaiak időnként más esetekben is használták a sáncok nyújtotta védelmet, például nagyobb létszámú ellenség átkaroló hadműveleteinek megelőzése céljából, akárcsak Caesar a belga törzsek ellen folytatott hadműveletei során. Britanniában és a mai Franciaország területén hullámtörőket és gátakat is építettek, hogy azokon keresztül támadják meg a gallok folyótorkolatok védelmében álló erődjeit. A Caesar és Pompeius között dúló polgárháború során is gyakorta aknázták ki a sáncláncok, ellen-sáncok, és megerődített helyeken való erődítések építésében rejlő stratégiai lehetőségeket. A birodalom későbbi időszakában a nehézgyalogság szerepének lehanyatlásával a csatamezőn alkalmazott erődítések kiterjedt alkalmazásának jelentősége is fokozatosan elhalványult. Mindazonáltal az erődítések ilyetén módokon való használata integráns része volt a Római Birodalom könyörtelen és nagyarányú terjeszkedésének.

## Római gyalogság a görög phalanx ellenében
A phalanx előnyei
Róma felemelkedését megelőzően a hellén phalanx volt a nyugati világ leghatásosabb katonai egysége, mely bizonyította ütőképességét a dél-európai csatamezőkön Spártától Macedóniáig, valamint felülkerekedett néhány Európán kívüli nagy birodalom haderején is, Perzsiától egészen Indiáig. A tömör sorokban felállított, páncéllal és masszív, 12-től 21 láb hosszúságú lándzsákkal felszerelt phalanx félelmetes ellenséges egység lehetett a maga korában. Védekezés céljára csak ritkán használták, hatékonysága akkor mutatkozott meg leginkább, ha lándzsáit előreszegezve a csatába menetelt akár egyenes, akár lépcsőzetes, vagy ferde arcvonalban az ellenséges szárnyak ellenében, miként Nagy Sándor vagy a thébai újító Epaminondas csatáiban bebizonyosodott. Amikor más egységekkel is együttműködött, – könnyű gyalogsággal és lovassággal – nem volt egyenrangú ellenfele, akárcsak a Nagy Sándor idején, amikor ennek a taktikának az alkalmazása a legmagasabb szintet érte el.
A phalanx gyengeségei
Mindezek ellenére a phalanx harcmodornak komoly hátulütői is voltak. Rendelkezett némi manőverező képességgel, de ez jelentősen lecsökkent az ellenséggel való összeütközés pillanatában, különösen nehéz terepen. Másodszor a csata hevében összetömörülve a csapatok lényegében csak az egységhez viszonyítva előremutató irányba voltak képesek harcolni. Harmadrészt pedig a phalanx diverzitása egyrészt előnyt biztosított számára, másrészt viszont ez kétélű fegyvernek bizonyult, mivel a különböző típusú egységeket igencsak nehézkesen lehetett kontrollálni és pozicionálni. A phalanx harcmodor ugyanis nem csak a széles körben ismert nehézgyalogságot (a tipikus falanxot), a lovasságot és a könnyű gyalogságot használta fel, hanem más különféle elit egységeket is, mint például közepes páncélozott egységeket, sajátos harcmodorral rendelkező idegen kontingenseket, valamint a sokkoló célzattal alkalmazott harci elefántokat. Ez a kevert egység forma, ha hosszú ideig alkalmas vezetők irányítása alatt harcolt igencsak ütőképesnek bizonyult, ehhez azonban át kellett hidalni a már említett kontrollálási problémákat. Alexandros, Pyrrhos és Hannibál hadműveletei során megmutatkozik ez az előny, de hosszú idejű kohézió, illetve azonos parancsnok személye alatti vezetés nélkül a csapatok egyenlőtlen teljesítményt mutathattak, akárcsak Hannibál ideiglenesen összeszedett serege Zámánál.
A római gyalogság előnyei
A rómaiak megőrizték a pahalnx harcmodor néhány jellegzetességét a korai légiós hadrendben, melyek közül a leginkább említésre méltóak a harmadik sorban álló lándzsás triariusok. A triariusok hosszú lándzsái idővel azonban eltűnnek, és minden katonát egységesen rövid karddal, pajzzsal és pilummal szerelnek fel, ami nagyobb mértékű standardizáltságot és kohéziót biztosított a hellén jellegű formációval szemben.
A római légiókkal szembekerült phalanxok igencsak sebezhetőknek bizonyultak a jóval flexibilisebb római „sakktábla-felállással” szemben, mely nagyobb személyes teret biztosított a katonáknak a közelharcba való részvételhez. A manipulus rendszer ráadásul lehetővé tette a sereg összes alegysége számára az összetett manőverek végrehajtását, megszabadítva az egységeket attól a hátránytól, hogy folyamatosan szorosan zárt és merev csapattestekben harcoljanak. Ezenkívül a rómaiak mély, három vonalas felfejlődése a folyamatos utánpótlás által biztosította az ellenségre ható állandó és egyenletes nyomást, míg a phalanxok legtöbbször a hosszú vonalakba rendeződött, néhány ember mélységű formációt részesítették előnyben. Ez a csata kezdeti szakaszában jól működhetett, de ahogy a harc egyre több és több emberanyagot morzsolt fel, illetve fárasztott ki, a tartalékokkal rendelkező római formáció hosszabb időn keresztül volt képes friss erőkkel a nyomást fenntartani az ellenséges sereggel szemben. A csata elhúzódásával, és a nyomás növekedésével a phalanxban harcolók kifulladttá illetve mozgásképtelenné váltak, míg a rómaiaknak még elég erejük maradt a manőverezésre és a végső roham megindítására. Hannibál csapatainak Zámánál való felállításában tükröződik, hogy a zseniális vezér reflektál erre az előnyre, mivel ő maga is három vonalba rendezi seregét, feláldozva a gyengébb harcképességgel rendelkező első két sort, hogy a végső összecsapásra tartogassa az itáliai csatákban megedzett veteránjait.
A légionáriusokat ráadásul hosszabb ideig gyakorlatoztatták együtt, valamint felszerelésük uniformizáltabb és modernebb volt a korabeli seregeknél. Ezek a képességek tették lehetővé, hogy a légiók több mint egyenlő ellenfelei legyenek a phalanx harcmodornak.

## Róma Pyrrhos ellen: a római gyalogság vereségei a phalanx harcmodorral szemben
A görög származású királynak, Pyrrhosnak phalanx rendszerű seregei komoly megpróbáltatást jelentettek a Rómaiak számára. A vereségek ellenére, amit a rómaiak eleinte elszenvedtek, a görög zsoldossereget is olyan mértékű veszteségek érték, hogy közmondásossá vált a „pyrrhosi győzelem” kifejezés. A jó hadvezéri képességekkel és tapasztalatokkal rendelkező király csatáiban a tipikus kevert phalanx összeállítást alkalmazta, beleértve a sokkoló harci elefántokat, a könnyű gyalogságot (peltasta), az elit egységeket, és a gyalogságot támogató lovasságot. Ezek segítségével volt képes kétszer legyőzni a Rómaiakat (Heraclea, Asculum), valamint megvívott egy harmadik csatát is (Beneventum), mely, sok tudós véleménye szerint, nem túl meggyőző római katonai sikerhez vezetett. Az alábbiakban leírt csaták illusztrálják a római hadseregnek a phalanx harcmodor ellen vívott csatáinak nehézségét. A rómaiak azonban tanultak korábbi hibáikból, és a Pyrrhosi háborút követően mestereivé váltak a hellén phalanx elleni harcmodornak.

### A Heraclea-i csata (i. e. 280)
Pyrrhos eleinte nem szándékozta megtámadni a római légiókat, mivel szövetségeseinek erősítését várta, de mihelyst megértette, hogy az utánpótlás nem fog időben megérkezni, úgy döntött, hogy megütközik a Publius Valerius Laevinus vezette légiókkal a Pandosia és Heraclea közötti területen fekvő síkságon, a Siris folyó közelében. A csata előtt elküldte diplomatáit a római consulhoz, hogy felajánlja a Róma és Dél-Itália népei közötti konfliktus békés, tárgyalásos megoldását, melyben ő vállalta volna fel a bírói szerepet, és elvárta ellenfeleitől is, hogy fogadják el döntéseit. A rómaiak ezt elutasították, és megkezdték a felfejlődést a Siris jobb partján, ahol a katonai táborukat is korábban felállították.
Nem ismert, hogy Pyrrhos seregeinek mekkora részét hagyta ott korábban Tarentum védelmére, de hozzávetőlegesen 25 – 35000 fős létszámú hadsereggel rendelkezhetett Heracleanál. A görög seregek a Siris bal partján álltak fel, remélve, hogy a rómaiak nehézkesen kelnek át a folyón, ami több időt biztosít a phalanx sereg számára a támadásra való felkészüléshez. A könnyű lovasságot Pyrrhos a folyó közelében állította fel, hogy gyorsan tudomást szerezhessen arról, ha a légiók megkezdik az átkelést, illetve azt tervezve, hogy először a lovasságával és az elefántokkal támadja meg őket. A római hadvezér, Valerius Laevius, körülbelül 30000-es nagyságrendű seregnek parancsolt, mely magába foglalta a lovasságot, a peltasta-kat és a lándzsásokat is. Ez volt az első eset a történelem folyamán, hogy két ilyen hatékony hadsereg, a római légiók és a macedón phalanx, összecsapott egymással.
Hajnalban a rómaiak megkezdték a Sirisen való átkelést. A lovasság a görög szárnyakon elhelyezkedő illír–epiruszi könnyű lovasságot támadta, és sikerült is visszavetnie azokat. Pyrrhos látva, hogy ellenfele megindította az átkelést, a macedón és a thesszáliai lovasságát küldte előre, valamint a gyalogságát – a peltastákat, az íjászokat, és a nehéz gyalogságot – is megindította a római csapatok irányába. Az epirusi lovasság sikeresen megzavarta a rómaiak csatarendjét, majd pedig visszavonult. Pyrrhos peltastásai és íjászai ezt követően kezdték lőni távolsági fegyvereikkel a római hadrendet, a phalanxok pedig megindították a támadást. Az illír–epiruszi gyalogság vonalának hossza közel azonos volt a rómaiakéval, mivel bár Pyrrhos serege számbeli fölényben volt, a phalanx-hadrendet mélyebb formációban állította fel a légiókénál.
A phalanxok hétszer támadtak a légiók ellenében, de nem tudták megtörni azokat – a hellének olyan ellenféllel találkoztak, aki erősebbnek bizonyult, mint azt előre látták volna. A rómaiak is hétszer feszültek neki a görög soroknak, de ők sem tudták megtörni az illír–epiruszi hadrendet. A csata kimenetele bizonytalan volt, így a legenda szerint, Pyrrhos egy bizonyos pont után – úgy vélve, hogy ha maga elesik, a zsoldosai végleg elveszítik bátorságukat és harci kedvüket – elcserélte az egyik testőrével páncélzatát. Ugyanez a testőr később elesett a király páncéljában, és az illíriaiak és az epirusziak azt hitték, hogy maga Pyrrhos halt hősi halált. A phalanxok megtörtek a hír hallatán, míg a római sorokban dübörgő örömujjongással fogadták az események ilyetén való fordulatát. Pyrrhos felfogva a helyzet súlyosságát, előrelovagolt, felfedte arcát, és végigvágtatott a sorok előtt, hogy megmutassa embereinek, életben van. Az illír–epiruszi sorokat megerősítette bátorságukban és határozottságukban vezérük látványa, és így a csata tovább folytatódott.
Pyrrhos látva, hogy a csatát a jelen állás szerint képtelen döntésre vinni, bevetette az eddig tartalékban lévő elefántjait, mivel a római lovasság túl erősen támadta a szárnyakat. A lovasok megrémültek ezeknek a különös, és eleddig ismeretlen lényeknek a látványától, és megfutamodtak. Pyrrhos ekkor indította meg a thesszáliai lovasságot a megzavarodott légionáriusok ellenében, amivel megadta a végső kegyelemdöfést. A rómaiakat visszavetették a folyón túlra.
Dionysos szerint a rómaiak 15000 katonát veszítettek, és további ezrek estek fogságba, Hieronymos pedig 7000 elesett légionáriusról beszél. Dionysos Pyrrhos veszteségét 13000-re teszi, míg Hieronymos 4000 emberre.
Epirus és Tarentum feltételezett hadereje:
Parancsnok: Pyrrhos
• 3000 hypaspist Milon parancsnoklása alatt
• 20000 illír–epiruszi phalagnites, beleértve a Ptolemaios által átadott 5000 macedón zsoldost
• 6000 tarentumi sorozott hoplita
• 4000 lovas, thessaliaik és 1000 tarentumi
• 2000 íjász
• 500 rhodoszi parittyás
• 20 harci elefánt
Rómaiak feltételezett hadereje:
Parancsnok: Publius Valerius Laevinus
• 20000 római légionárius, négy légióba szervezve
• 16800 szövetséges légionárius, négy légióba szervezve
• 2400 könnyű gyalogos, bruttiaiak és campaniaiak
• 1200 római lovas
• 3600 szövetséges lovas
• 1200 dél-itáliai szövetséges könnyűlovas
Ezek közül néhány valószínűleg a tábort védte és nem bocsátkozott csatába.

### Az Asculumi csata (i. e. 279)
Ez a csata volt a második a phalanx harcmodorú epirusiak és a római légiók között.
A két hadsereg létszámában közel hasonló volt egymáshoz, a rómaiak több gyalogossal (négy légió, 20000 ember, 20000 szövetséges haderő, plusz daunii szövetségesek Publius Decius Mus consul vezetésével), és 300, az elefántok ellenében kitalált eszközzel rendelkeztek. A heracleai csatát követően, melyben a nehéz harci elefántok komoly csapásmérő eszközök voltak a rómaiak ellenében, a légiókat meggyújtható, marhák által vontatott szekerekkel szerelték fel, melyeket két hosszú lándzsával láttak el, illetve szükség szerint felgyújtottak, hogy megriasszák, illetve megsebezzék velük az elefántokat. Hasonló szerepük volt azoknak a könnyűgyalogosoknak is, akik gerelyeket dobtak az állatokra, hogy ezzel űzzék el őket.
Pyrrhus macedón gyalogságot és lovasságot, görög zsoldosokat, a szövetséges itáliai görögök katonáit (beleértve tarentumi milíciákat is), húsz elefántot, valamint samnis gyalogságot és lovasságot állított csatarendbe. Az epirusi hadsereg előnye elsősorban a lovasságából és elefántjaiból származott, valamint Pyrrhos számítva a római hadrend flexibilitásának előnyeire, csapataiban könnyűgyalogos itáliai egységeket is elvegyített.
A csata maga állítólag két napon keresztül tartott. Ahogy az általában szokásos volt ebben az időszakban, mindkét hadsereg a szárnyakon állította fel lovasságát, a gyalogság pedig a központban sorakozott fel. Pyrrhus lovas testőrségét a központ mögött tartalékban helyezte el a személyes parancsnoksága alatt. Az elefántok is kezdetben tartalékban voltak.
Az első nap Pyrrhos lovasságát és elefántjait megakadályozták a környező dombok és erdőségek, hogy beleavatkozzanak a csata folyásába, de az itáliai zsoldosokkal vegyített phalanxoknak sikerült helyt állniuk. A macedónok megtörték a római első légiót és a latin szövetségeseket a bal szárnyon, de a rómaiak harmadik és negyedik légiója legyőzte a tarentumiakat, az oscusokat és az epirusiakat Pyrrhos arcvonalának centrumában. Ezalatt az iapygos dauni-k megtámadták a görögök táborát, amire Pyrrhos a tartalékban lévő lovasságát és az elefántokat mozgósította, hogy visszaverjék a centrumban az áttörést és a tábort fenyegető danuikat. Mikor azok visszavonultak egy elérhetetlenül meredek dombra, az elefántokat a harmadik és a negyedik légió ellenébe fordította; de ezek is az erdős domboldalra vonultak vissza az íjászok és a parittyások zárótűzétől kísérve, mellyel az elefántokat fedezték. Pyrrhus az athaman, az acharnianus és a samnis gyalogságot küldte előre, hogy kivessék a rómaiakat az erdőből, de a lovasság feltartóztatta a támadást. Alkonyatkor mindkét sereg visszavonult, úgy, hogy egyik sem szerzett magának jelentős előnyt a csata folyamán.
Másnap hajnalban Pyrrhos a könnyű lovasságot küldte ki, hogy elfoglalják a nehezebb tereprészeket, melyek a korábbi napon a görögök taktikájának gyenge pontjai voltak, és ilyen módon kényszerítsék ki, hogy a rómaiak nyílt terepen harcoljanak. Akárcsak Heracleanál az elefántok könnyűlovasság által támogatott rohama a római vonalak összeomlását idézte elő. A légiók ekkor vetették be az elefántok ellenében különleges szekereiket, de csak rövid ideig bizonyultak hatékonynak, mivel a psiloi-k hatástalanították és megsemmisíttették azokat. Az elefántok rohama alatt a sorok behorpadtak, mire Pyrrhos parancsot adott az elit lovas testőrgárdának a rohamra, ami teljessé tette a rómaiak vereségét, akik visszavonultak a táborukba.
A rómaiak a csata során 6000 embert, míg Pyrrhos 3500 katonát veszített tisztjeit is beleértve. Az epirusiak győzelmét kisebbítette az, hogy ez az a bizonyos csata, mely után a „pyrrhosi győzelem” kifejezés született, ami olyan győzelmet jelent, melynek ára értéktelenné teszi a kivívott eredményt. Állítólag Pyrrhos maga mondta Asculum után: „Még egy ilyen győzelem, és elveszítjük a háborút.”

## A római gyalogság győzelmei a phalanx harcmodor felett: Künoszkephala és Püdna

### A künoszkephalai csata (i. e. 197)
A künoszkephalai csatát i. e. 197-ben vívta meg Thesszáliában a Titus Quinctius Flamininus vezette római hadsereg, és a makedóniai Antigonida dinasztiából származó V. Philipposz.
Flaminius az Aitól Szövetséghez tartozó szövetséges haderőkkel együtt Thébánál állomásozott, ahonnan Pherae irányába vonultak el, hogy felkutassák Philipposz seregét, mely ekkor Larissában tartózkodott. Flamininus parancsnoksága alá ekkor hozzávetőleg 32 500–33 400 katona tartozott, melybe a római légionáriusok és auxiliáris csapatok mellett a már említett Aitól Szövetség és más segédcsapatok is beletartozta: athaman könnyű lovasság, krétai zsoldos íjászok, elefántok, valamint Masinissa numídiai lovassága.
Philipposz 16000 phalanx nehézgyalogossal, 2000 peltastával, 5500 illír, thrák és krétai könnyű gyalogossal, valamint 2000 lovassal, azaz hozzávetőleg 25500 katonával rendelkezett. A két hadsereg Pharae közelében találkozott először, ahol Philipposz gyalogsága a városhoz közel eső dombokon kisebb vereséget szenvedett a rajtuk ütő római lovasságtól. A csetepaté után mindkét haderő Scotusa irányába vonult el, hogy ellátást szerezzen a katonáknak, de az ellenséges csapatokat a dombok eltakarták egymás szeme elől.
A hadseregek vonulása közben hatalmas felhőszakadás tört ki, majd másnap reggel sűrű köd szállt le a dombokra és a síkságokra, mely eltakarta egymás szeme elől a két tábort. Ennek ellenére Philippos úgy döntött, hogy utasítást ad a továbbhaladásra, de a csapatai eltévedtek, és irányt vesztve érték el a Künoszkephalai-dombságot. Flaminius felterítés céljából kiküldte a lovasságát, mely összecsapott Philippos csapataival, mikor váratlanul elérték a macedóniaiak táborát. Flaminius 500 lovast és 2000 gyalogost küldött erősítésként, ami kikényszeríttette, hogy Philippos feljebb vonuljon a dombok irányába. Philippos zsoldosainak parancsnoka, Athenagoras, kiűzte a rómaiakat a dombok közül, és Philippos, mivel azt a hírt kapta, hogy rendezetlenül vonulnak vissza, kelletlenül úgy döntött, hogy felállítja csapatait a magaslatok előtti síkon.
Flaminius is a sík területen állította fel seregét a jobb szárnyat tartalékban tartva az elefántokkal együtt, míg személyesen ő maga vezette a bal szárnyon elhelyezkedő könnyűgyalogságot Philippos vonala ellen. A consul vezette egységek egyesültek a korábban előreküldött erősítéssel, majd összecsaptak a Philippos jobb szárnyán felálló phalanxokkal. Mivel a görög gyalogosokat a római támadás visszavetette, és nehezebb terepre kellett hátrálniuk, ahol nemigen tudták hosszú lándzsáikat használni, Philippos utasítást adott a pezhetairoi egységeknek a lándzsák eldobására, és a karddal való küzdelemre. A csapatok felállásának átformálására is parancsot adott olyan módon, hogy a sorok kétszer nagyobb mélységben sorakozzanak fel, valamint a lovasságot és a könnyűgyalogságot a jobb szárnyon állította fel.
Philippos jobb szárnya most magasabban elhelyezkedő terepen állt fel, mint a rómaiak bal szárnya, és így először volt a csata során sikeres a légionáriusokkal szemben. A macedón bal szárny és a centrum, azonban még szervezetlen formációban menetelt a számára kijelölt pozíció irányába, így Flaminius rohamra küldte ellenük az elefántjait, ami teljesen felmorzsolt soraikat. Az áttörést követően a római tribunusok egyike húsz manipulussal a macedón vonalakat megkerülve hátulról megtámadta a magát még tartó jobb szárnyat is. A macedónok, bár hosszú lándzsáik nélkül voltak kénytelenek harcolni, de még tartották a phalanx formációt, ám képtelenek voltak olyan gyorsan átrendezni soraikat az új támadás irányába, ahogy azt a római manipulusok tették. Most, hogy a légiók mindkét szárnya átkarolta a görög sereget, hatalmas veszteségeket szenvedtek el, és menekülni voltak kénytelenek.
Rövid üldözést követően Flaminius hagyta, hogy Philippos seregei elhagyják a csatateret. Polybios és Livius szerint 5000 macedón esett el (bár Livius állítja, hogy más források szerint 32000 görög halt meg a csata során). Flaminius további ezer foglyot is ejtett. A rómaiak vesztesége körülbelül 2000 ember lehetett.

### Pydnai csata (i. e. 168)
A csata előzményei:
A Róma és az Antigonida dinasztia között dúló háború záróakkordja, az i. e. 168-ban megvívott pydnai csata jelentette Róma végső fölényének manifesztációját a hellenisztikus világ felett, valamint az Antigonida dinasztia végét is, melynek hatalma egészen a macedón III. Alexandrosig volt visszavezethető.
A harmadik Macedón háború i. e. 169-ben kezdődött, melyben kezdetben a rómaiak könyvelhettek el a maguk számára néhány kisebb győzelmet, ami főleg Perseusnak, a macedón királynak kitérésre alapozott taktikájának volt köszönhető, mivel nem akart nagyobb csatába bonyolódni, amíg meg nem erősítette seregét. Az év végére a helyzet lényegesen megváltozott és Perseusnak sikerült visszaszereznie azokat a területeket, melyeket a korábbi hadműveletek során elvesztett, beleértve a fontos vallási központot Diont is. A macedón sereg ezt követően egy jól védhető helyen, az észak-hellasi Elpeus folyó közelében táborozott le.
A következő évben a római expedíciós hadsereg vezetése a tapasztalat hadvezér, Lucius Aemilius Paulus kezébe került át, aki az erre az évre választott consulok egyike volt. Azzal a céllal, hogy Perseust kimozdítsa védett pozíciójából, Paulus egy kisebb erőt (8200 gyalogos, 120 lovas) küldött Publius Cornelius Scipio Nasica vezetése alatt a tengerparthoz, mivel azzal akarta megtéveszteni ellenfelét, hogy serege átkaroló hadműveletre készül. E helyett azonban Scipio az éj leple alatt délre mozdult el seregeivel a hegyeken keresztül, nyugatra a római és a macedón csapatoktól. Egészen Pithiumig hatolt, majd északkeletnek fordult, hogy hátba támadja a macedónokat.
Szökött légionáriusok azonban felfedték tervét az ellenség előtt, így Perseus Milot bízta meg, hogy 12000 fős sereggel védje meg a római felvonulás útvonalát. A két sereg összecsapása visszavetette Milo seregét, mire Perseus a fő erőkkel északi irányba, Katerini közelébe vonult, ahol a Pydna nevű falutól délre megfelelően sík terep kínálkozott a phalanx harcmodor számára. Paulus utasította Scipiot, hogy csapataival egyesüljön a főerőkkel, miközben Perseus csatasorba állította hadseregét, mivel úgy tűnt, hogy a Scipió vezette egységek bármely pillanatban támadhatnak déli irányból. Az egyesült légiók azonban valójában nyugati irányban nyomultak előre, és mikor elérték Pydna térségét, és látták, hogy Perseus csatarendbe állította csapatait, Paulus úgy döntött, hogy nem bocsátkozik harcba meneteléstől kifáradt katonáival, inkább tábort vert az Olocrus hegy lábánál.
Az ütközet
A csata a következő nap délutánján, június 22-én kezdődött meg. A küzdelem kezdetének körülményei a későbbi beszámolókban eltérő módon maradtak fenn. Az egyik történet szerint Paulus addig várt, míg a nap már nem sütött katonái szemébe, majd egy zabolátlan lovat küldött előre, hogy zavart keltsen az ellenfél soraiban. Sokkal valószínűbb, hogy az ütközet megkezdésének közvetlen oka az volt, hogy néhány római rekviráló egység túl közel keveredett a macedón erőkhöz, és támadás érte őket Perseus thrák lovasai részéről.
A két hadsereg létszáma a csata előtt közel egyenlő volt. A rómaiak 38000 emberrel rendelkeztek, melyből 33400 gyalogos volt, beleértve a két római légiót is. A macedónok 44000 zsoldossal álltak fel, melyből 21000 phalagnites gyalogos volt. A két sereg lovasságának létszáma is durván azonosnak tekinthető, körülbelül 4000 mindkét oldalon. A hadtestek a tőlük korábban is megszokott módon álltak fel. A rómaiak a két légiójukat a vonaluk centrumában sorakoztatták fel, a szövetséges latin, itáliai és görög gyalogság pedig a szárnyakon helyezkedett el. A lovasság a szárnyakon állt fel, a jobb szárnyat pedig további 22 elefánt egészítette ki. A macedónok phalanxai Perseus vonalának középpontjában helyezkedtek el, melynek bal oldalán a 3000 fős elit nehézgyalogság sorakozott el. A könnyebb fegyverzetű peltasták, zsoldosok, thrák gyalogság és a kettéosztott lovasság a két szárnyon álltak fel. Az erősebb nehéz lovasságot (beleértve az elit Sacred Squardont), és a thrák Odrysian lovas egységeket Perseus a jobb szárnyra vezényelte.
A vonalak középső része körülbelül délután három órakor csapott össze, mikor a macedónok egysége egészen a római tábor közelébe nyomultak előre. Paulust csodálkozással és félelemmel töltötte el a phalanxok látványa. A római katonák megpróbálták leszorítani az ellenség pikáit, vagy levágni azok hegyeit, de csak kevés sikerrel jártak. Képtelenek lévén, hogy megbirkózzanak a feléjük meredő tüskés alakzattal, a rómaiakat visszavetette a támadás, és néhány szövetséges egység is megfutamodott a csatamezőről, látva Paulus csapatainak tehetetlenségét.
Ám ahogy a phalanxok előre törtek, és hátrább szorították a római sorokat, a talaj egyre egyenetlenebbé vált a dombok lábánál, minek következtében a macedón phalanxok rendje szétzilálódott. Paulus látva a kialakuló helyzetet parancsot adott a légióknak, hogy hatoljanak be a résekbe és támadják meg a phalagniteseket. A közelharcban a római kard és a nehéz pajzs hatékonyabb volt a tőrszerű rövid kardokkal és könnyű páncélzattal felszerelt Macedónoknál. A felszabadult egységek hamarosan csatlakoztak a római jobbszárnyhoz, és sikeresen felmorzsolták a macedónok bal oldalát.
Látva a csatában beálló fordulatot, Perseus elmenekült a serege jobbszárnyán eleddig tartózkodó lovasságával együtt. Plutachos szerint a lovasságot és a királyt a későbbiekben a gyalogságból megmaradt túlélők gyávasággal vádolták. Nem maradtak belőlük sokan élve, a 3000 nehézgyalogos testőr a halálig harcolt, a 40000 katonából pedig 25000-et öltek meg, vagy fogtak el a rómaiak. Maga a csata nem tartott tovább egy óránál.
A csata következményei
Perseust később bekerítették és elfogták Paulus csapatai, és miután a győztes consul triumphusán felvonult, élete végéig őrizetben tartották. A rómaiak Macedón királyságot négy részre osztották, majd később ezeket is megszüntették és provincát szerveztek belőlük. A csatát magát gyakran úgy emlegetik, mint a római légióknak, a kevésbé flexibilis phalanx harcmodor ellenében birtokolt mozgékonyságának köszönhető hatékonyabbságának bizonyítékát. Bár néhányan a vereséget Perseus egy hadvezetési hibájának tulajdonítják, mivel a macedónoknak nem voltak képesek megoldani a rómaiak átkaroló hadmozdulatának problémáját. Paulus tudta a csata előtt is, hogy a phalanxot ütközetbe küldik, akkor, ha esetleg más irányból veszély lép fel, közel lehetetlen a szárnyakat megfordítani anélkül, hogy megzavarnák a formáció kohézióját. Ráadásul a csata előtt még a macedón hadsereg közel fele nem foglalta még el a pozícióját a phalanx harcmodor komplexitásának köszönhetően.
A centuriák már azelőtt behatoltak a phalanxok szárnyain keletkező résekbe mielőtt Perseus reagálni tudott volna és kiküldhette volna a könnyűgyalogságát, hogy betöltsék a réseket. Még ha ez meg is történt volna, ahogy a csata az egyenetlenebb terep felé mozdult (ami hátrányosan érintette mindkét oldalt, de sokkal inkább a macedónokat), a rómaiak képessé váltak arra, hogy közelharcba bocsátkozzanak a hoplitákkal, és kihasználják rövid kardjuk hatékonyságát.

### Künoszkephala és Püdna következményei
A pydnai csata nem az utolsó felvonás volt a két fél küzdelmében, de végleg megtörte a Macedónok nagyhatalmi státuszát. Az elvesztett csata politikai következményei súlyosak voltak. A szenátus által kijelölt retorziók magukba foglalták a királyi hivatalnokok deportációját, valamint Perseus végleges háziőrizetre ítélését is. A királyságot négy részre osztották, melyekre komoly megszorítások vonatkoztak a többi görög állammal való kereskedelem és diplomáciai kapcsolatok vonatkozásában. Kíméletlen politikai tisztogatás is kezdetét vette, melynek során egyeseket saját honfitársaik jelentettek fel állítólagos „Róma ellenességgel”, melynek büntetése szintén a deportáció volt. I. e. 167-ben Paulus parancsot kapott Epirus megtámadására, aminek következtében 150000 epirusit vetettek rabszolgaságra. Ez annak ellenére történt, hogy Epirus nem segítette Perseust a háború során. A pydnai csata és annak következményei effektíve véget vetettek Macedónia függetlenségének, bár a formális annexióig még el kellett telnie néhány évnek.

## Egyéb flexibilis anti-phalanx taktikák
A phalanx hadrend megtörése illusztrálja talán leginkább a római hadsereg flexibilitását. Ha a rómaiak phalagnita hadsereggel kerültek szembe, gyakorta a contenda vestra sponte parancs kiadásával a velites egységeket sorakoztatták fel az ellenséges egységekkel szemben, hogy zavart illetve pánikot keltsenek a phalanxok különálló tömbjeiben. Ezalatt auxiliáris íjász csapatokat is alkalmaztak a szárnyakon a lovassággal szemben, hogy fedező tűzzel segítsék a visszavonulásukat. Ha az íjászok az eiaculare flammas parancsot kapták, akkor égő nyílvesszőkkel kellett az ellenségre lőniük. A cohorsok ezt követően ék alakzatba fejlődtek és a velitesek és az íjászok tüzének támogatásával megrohamozták a phalanx egy pontját, keresztül törték azt, majd a lovassággal együttműködve átkaroló hadművelettel felmorzsolták az ellenfelet. A Beneventumi csata például jó illusztrációja a meggyújtott nyílvesszők alkalmazásának.

## Hannibál hadseregének taktikai előnye
Noha bár nem volt klasszikus értelemben vett phalanx haderő, Hannibál hadserege a hellenikus formációktól megszokott összetett egységrendszerrel rendelkezett. Magáról Hannibálról azt tartják, hogy élete vége felé Pyrrhost nevezte az általa leginkább nagyra tartott hadvezérnek. Miként lehetséges az, hogy ha a rómaiak korábban szétverték Pyrrhos seregeit, és adottak voltak az előnyei a szervezettségben, a fegyelmezettségben és a tartalékok mozgósításában, mégsem voltak képesek jobb teljesítményt nyújtani Hannibál ellenében a csatamezőn, aki ráadásul a hadjárata során végig létszámbeli hátrányban volt és el voltak zárva előle a hazájából vezető utánpótlási útvonalak?
Hannibál hadvezéri géniusza, seregének a korábban a hispániai harcokban megedzett elitegységei, valamint erős lovassága tűnnek ennek a kérdésnek a megválaszolásában a leginkább döntő faktoroknak. Hannibál időről időre kiaknázta a rómaiak mohóságát a diadalra, főleg hogy elsősorban a karthágóiak bekerítésére és ilyen módon a döntő győzelemre törekedtek. A Trebiai folyón átkelő és a folyóparton felfejlődő fázó, fáradt és nedves légionáriusok esete az egyik példa arra, hogy Hannibál hogyan volt képes manipulálni saját elképzelései szerint a római haderőt, hogy az az általa választott terepen kezdje meg a küzdelmet. A későbbi Trasimenus tavi és a cannaei összeomlás letörte a rómaiak büszkeségét. Ettől fogva kerülték a karhágóiakkal való összetűzést, és egy újabb jelentős vereség elszenvedését, így az Apeninnek magasabb területen követték a pun seregek vonulását, mivel itt nem fenyegette őket az ellenség lovasságának harcmezei dominanciája.

## Növekvő római taktikai kifinomultság és a korábbi katasztrofális vereségeket győzelmekre váltásának képessége
Bár a Hannibállal való küzdelmek megmutatták, hogy a rómaiak sem legyőzhetetlenek, de egyben demonstrálták hosszú távú kitartásukat is. Idővel izolálták és szűk területre szorították be a karthágói hadsereget, és folyamatos nyomással kikényszeríttették azt, hogy visszavonuljanak az itáliai félszigetről. Ennek lényeges elem az ellentámadás megindítása Hispániában és Afrikában. Itáliában a már említett okokból defenzív stratégiát folytatnak, de a rájuk jellemző hajlíthatatlan állhatatossággal támadnak a karthágóiak befolyási övezetében, hogy így roppantsák meg ellenfelük erejét. A Scipio által vezetett hadműveletek már jóval magasabb szintű stratégiai és taktikai elemekkel rendelkeznek azokhoz képest, akik korábban néztek szembe Hannibál erőivel (összehasonlítható például Semproniusnak a Trebiai csatában mutatott teljesítményével.). Scipio elsősorban azzal járul hozzá serege győzelmeihez, hogy jóval flexibilisebb manőverező illetve taktikai egységeket alkalmaz, ellentétben kortársai egyenes, háromsoros vonalakban felfejlődő seregével. A lovasság nyújtotta taktikai előnyöket is inkább kihasználja, ami tradicionálisan csak elhanyagolható szerepet játszott a korábbi római sereg szerkezetében. A csatában általa alkalmazott taktikai elemek között szerepelnek még az átkaroló hadmozdulatok, az egységek tömörebb csatavonalba állítása, és az ellenfél cannaei taktikájának átvétele is. Scipio hispániai és afrikai győzelmei mutatják az új, szofisztikáltabb haderő erejét, ami újra képessé teszi a rómaiakat a háború állásának megfordítására és a győzelem kivívására. Ennek bemutatására szolgál az alább részletesen leírásra kerülő baeculai, ilpiai és zamai csata.

### Baeculai csata (i. e. 208)
Scipio Carthago Nova-i meglepetésszerű megtámadását és elfoglalását követően a Hispániában állomásozó három pun hadsereg egymástól területileg elválasztva állomásozott, ráadásul hadvezéreik konfliktusban álltak egymással, így esély kínálkozott arra, hogy a rómaiak egyenként számolják fel seregeiket.
Az i. e. 208-as év kezdetén Scipio először a Baeculában áttelelt Hasdurbál serege ellen vonult, amit a Baetis (a mai Gaudalquivier) felső folyásánál ért el.Miután  Hasdurbál tudomást szerzett a rómaiak érkezéséről, elhagyta táborát és egy jól védhető, a Baeculától délre eső platóra területre vonult vissza, ahol seregének szárnyait hasadékok védték, előtte és mögötte pedig a folyó nehezíti meg a támadást. Mindezek mellett a plató területe lépcsőzetesen két különböző magasságú területre oszlott, melyek közül a karthágói a fő tábora mögött elterülő alacsonyabb részen állította fel könnyűlovasságát.
Megérkezését követően Scipio bizonytalanná vált abban a kérdésben, hogyan is támadhatná meg Hasdurbál jól megerősített pozícióját, de aggódott a két másik karthágói sereg miatt is, amelyek tétlenségét kihasználva egyesülhettek volna Hasdurbál erőivel, így kénytelen volt a harmadik napon elrendelni a támadást.
A főerők támadása előtt Scipio egy osztagot küldött ki a völgy bejáratának védelmére, hogy elkülönítsék egymástól a két sereget, valamint egy másikat északra indított el Baeculába vezető úton, hogy védelmet biztosítson fő erői számára, ha az esetlegesen visszavonuló sereg üldözésére indul.
Scipio az előrenyomuló erők megerősítését követően átkaroló hadműveletbe kezd a megmaradt nehézgyalogosok felével a balszárnyon, míg Gaius Laelius vezetésével a sereg másik fele az ellenség pozícióinak jobb szárnyát támadja.
Hasdurbál abban a hitben, hogy a római támadás csak egy kisebb csetepaté lesz (Scipio a fő erőit a táborba rejtette el a végső támadásig), nem állította fel megfelelően hadseregét, így a rosszul felkészült karthágói sereget egyszerre három irányból érte a rómaiak meglepetésszerű támadása. Annak ellenére, hogy csapdába esett, Hasdurbál zavartalanul vissza tudott vonulni az elefántjaival, a trénnel és csapatai nagy részével együtt, a legnagyobb veszteségeket a könnyűgyalogsága és az ibér szövetségesei szenvedték el. Ez nagyrészt a légionáriusok azon döntésének köszönhető, hogy inkább Hasdurbál táborának fosztogatásába kezdtek, mintsem üldözni kezdték volna a pun hadvezért.
A csata után Hasdurbál átvezette meggyengült seregét a Pirreneusok nyugati hágóján Galliába, majd csapatait kelta harcosokkal feltöltve egy szerencsétlen kimenetelű próbálkozást tett arra, hogy csatlakozzon bátyja, Hannibál seregeihez. Sok történész kritizálja Scipiot, mert hagyta, hogy Hasdurbál elmeneküljön Hispániából. Ám, ha belegondolunk, az ismeretlen, hegyvidékekkel szabdalt, nehéz terepen való üldözés igencsak nagy ostobaság lett volna, miközben két nagy létszámú, erős karthágói sereget hagy a háta mögött, ami magában hordozta volna egy újabb Trasimenus tavi katasztrófa ígéretét. Ezért római sereg inkább visszavonult Tarracoba, hogy megvédje az ibér törzsek támadásaitól hispániai szövetségeseit, akik a Carthago Nova-i és a Baecula-i győzelmek után álltak át a rómaiak oldalára.

### Ilipai csata i. e. 206
A baeculai csata és Hasdurbal távozása után karthágói erősítések szálltak partra Hispániában Hanno vezetésével, aki hamarosan csatlakozott csapataival Mago Barca seregéhez. Ketten együtt nagy erőt képviselő hadsereget szerveztek meg, amit ibér gyalogosokkal is megerősítettek. Időközben Hadurbal Gisco előrenyomult seregével Gadesből Andalúziába, így Scipionak két erős hadsereggel kellett szembenéznie, melyek kétségtelenül arra építették a stratégiájukat, hogy az egyikük a rómaiak hátába kerül, amennyiben Scipio megtámadja a másik haderőt. Gondos mérlegelést követően Scipio úgy döntött, hogy Silanus vezetésével először egy osztagot küld Mago megtámadására. Csapatainak erőltetett menetben való haladásával Silanusnak sikerült meglepnie a karthágóiak táborát, aminek következtében Mago ibér szövetségesei szétszóródnak, Hannot pedig fogságba ejtik.
Így Hasdurbálra maradt, hogy szembenézzen Scipio koncentrált erőivel, de sikerül elkerülnie a csatát csapatainak megerősített városokba való szétszórásával. I. e. 207-es hispániai hadjárat során tehát nem történt komolyabb összecsapás a két fél között.
A következő tavasszal a karthágóiak nagyarányú hadműveletekbe kezdtek hispániai erődítéseik visszaszerzése érdekében. Ilpiánál Mago egyesült Hasdurbál Gisco seregével, aminek következtében egy hozzávetőleg 54000 és 70000 közötti létszámú haderő jött létre, ami jelentősen nagyobb volt Scipio mintegy 43000 fős hadseregénél. A rómaiak pozícióját gyengítette az is, hogy haderejükben nagyszámú hispán szövetséges is harcolt, akik közel sem voltak olyan tapasztaltak, mint a római légionáriusok.
A két sereg találkozását követően Mago egy merész lovassági támadást intézett a római tábor ellen, melyben főleg Masinissa numídiai lovasai vettek részt. Scipio azonban ezt valamiképpen előre látta, így lovasságát egy közeli domb mögé rejtette, ahonnan azok lerohanták a karthágói szárnyat, ami visszavetette az ellenfelet és komoly veszteségeket okozott Mago oldalán. A következő napokat a két ellenfél egymás erőinek tesztelésével, kisebb csatározások kiprovokálásával töltötte, melyek során Scipio mindig csak akkor vezette ki csapatait táborából, mikor a karthágóiak már felfejlődtek a csatamezőn. A római hadrendben mindig a légionáriusokat állította a centrumba, az hispánokat pedig a szárnyakra, így sikerült elhitetnie Hasdurbállal és Magoval, hogy ez lesz a római sereg elrendezése a csata napján is. Ez a feltételezés a punok számára végzetesnek bizonyult.
Scipio a csata napján utasításba adta csapatainak, hogy még napkelte előtt egyenek és öltsék magukra fegyverzetüket, majd pirkadatkor a lovasságát és a könnyűgyalogságát (velites) a karthágóiak előőrse ellen küldte, miközben fő erőit a támadás mögött csatarendbe állította. Ezen a napon azonban a légionáriusok álltak fel a szárnyakon, miközben a gyengébb harcértékű ibérek a centrumban fejlődtek fel. A karthágóiakat meglepte a támadás, így fejvesztett kapkodással vonultak ki a táborukból és rendezték soraikat. Hasdurbál, abban a hiszemben, hogy a rómaiak a korábbi rend szerint állnak fel, az afrikai elit egységeit helyezte el a centrumban, a hispániai zsoldosokat pedig a szárnyakon, amin a későbbiekben sem volt képes változtatni, mivel az ellenfél arcvonal túl közel volt a karthágóiak táborához. A következő néhány órában Scipio a gyalogosait a kisebb előcsatározásokat kikényszerítő könnyűgyalogosok és lovasság mögött tartotta, kihasználva, hogy az idő neki dolgozik, mivel ellenfele katonái nem tudtak megreggelizni a meglepetésszerű támadás miatt. Amikor végül a támadás mellett döntött, a könnyű fegyverzetű csapatokat visszahívta, akik a manipulusok közötti réseken keresztül vissza a szárnyak irányába. A szárnyakon elhelyezett légiók ekkor indultak meg erőltetett menetben ami által, egy konkáv, „megfordított cannaei” formációt hoztak létre. Ráadásul a szárnyakat erősítette az is, hogy a légionáriusokon kifelé, oldalirányba fejlődött fel a korábban visszavonuló könnyű gyalogság, majd pedig ennek a szárnyain a lovasság, így sikerült átkarolnia a karhágóiak arcvonalát mindkét oldalon. A centrumban állókkal nem törődve a légionáriusok, a könnyűfegyverzetű csapatok és a lovasság a karthágóiak szárnyain elhelyezkedő képzetlen hispániai csapatokat támadták, mind ellőről, oldalról és idővel átkarolva azokat, hátulról is. A karthágói centrumban elhelyezkedő elitegységek képtelenek voltak segítséget nyújtani a szárnyaknak mivel, a rómaiak centrumában álló, lassabban vonuló ibér harcosok sziluettjei már feltűntek a közelben, még ha harcba nem is bocsátkoztak még. A szárnyak elkerülhetetlen felmorzsolódásával az afrikai harcosok demoralizálódtak és összezavarodtak, ráadásul még saját megvadult elefántjaik is soraikra törtek, akiket a római lovasság hajtott a szárnyak felől a centrum irányába. Az éhség, a fáradtság és az arcvonal összeomlásának látványa megtette a hatását – a karthágóiak megkezdték kezdetben rendezett visszavonulásukat. Scipio ekkor indította rohamra arcvonalának eddig hátramaradt hispániai centrumát, ami a karthágói arcvonal végső összeomlásához, és a cannaei csata revansának tekinthető mészárláshoz vezetett volna, ha nem tör ki egy hirtelen felhőszakadás, ami lehetetlenné tette a további hadműveleteket, és a karthágóiak visszamenekülhettek táboruk biztonságába.
Bár a punok ideiglenesen biztonságban tudhatták magukat, de nem volt idejük a pihenésre. Szembenézve az elkerülhetetlen római támadással a következő reggelig kénytelenek voltak megerősítni védelmüket. Az éjszaka folyamén azonban egyre több és több hispániai zsoldos dezertált a táborból, mire Hasdurbál is megpróbált elillanni afrikai egységeivel a sötétség leple alatt. Scipio azonban nem akarta megismételni a baeculai történt hibákat, ezért azonnal az ellenfél üldözésére rendelte teljes seregét, melyet a gyorsabb lovasság vezetett fel. Amikor a rómaiaknak sikerült befognia a karthágóiak utóvédeit, megkezdődött a mészárlás, melyből Hasdurbálnak mindössze 6000 emberével sikerült egy magaslat tetejére menekülnie, ahol azonban nem tudta biztosítani az emberei számára a vízutánpótlást. A megmaradt egységeket a rómaiak rövid idő alatt körbezárták, de Hasdurbálnak és Magonak sikerült még időben elmenekülnie.
A csatát követően Hasdurbál Gisco Afrikába utazott, hogy felkeresse a nagy hatalmú numidiai királyt, Syphaxot, akivel Scipio is tárgyalásokat folytatott, hogy megszerezze a lovasságának támogatását. Mago Barca időközben a Baleári-szigetekre hajózott, ahonnan Liguriába kelt át, hogy egy elkeseredett támadást kísérlejen meg észak Itáliában. Scipio, miután leigázta Hispánia korábban Karthágó irányítása alá tartozó területeit, és bosszút állt azokon a törzseken, akiknek árulása apja és nagybátyja halálához vezetett, visszatért Rómába, ahol i. e. 205-ben egyhangú szavazással consulnak választották.

### Zamai csata i. e. 202
Közel két évtized folyamatos katonai sikerei ellenére, a karthágói vezér, Hannibál Barca még mindig Itáliában tartózkodott seregeivel, bár ekkora már a félsziget déli csücskébe szorították vissza. Caius Claudiud Nero döntő metaurusi hadjárata ráadásul Hannibál bátyjának, Hasdurbál Barcanak halálával ért véget, valamint véglegesen elvágta Hannibált minden utánpótlási lehetőségtől.
Scipio döntő győzelmeket hozó hispániai hadjáratát követő consulsága alatt előterjesztette, hogy a háborút befejezése érdekében partra kell szállni a karthágóiak afrikai területein. Az óvatos szenátus ellenkezése ellenére a római nép gyűlése felhatalmazást adott Scipionak az inváziós hadműveletek megindítására. Scipio kezdetben elővigyázatosan manőverezett az ellenséges területen, elsősorban karthágói katonaszökevényekkel töltötte fel hadseregét. Miután azonban Massinissa váltotta fel a numidiaiak törzsét irányító, a karthágóiak mellett álló Syphaxot, Scipio úgy érezte, hogy eljött az ideje a döntő csata megvívásának, és csapataival Karthágó városa ellen vonult. A pánikba esett punok békekötést ajánlottak Scipionak, akinek megvolt a felhatalmazása arra, hogy a megfelelő feltételekről egyezkedjen Karthágóval. Az általa kínált egyezmény szerint Karthágó megtarthatta afrikai területeit, de véglegesen elvesztette tengeren túli birtokait, valamint Massinissa is engedélyt kapott volna a punok érdekszférájában való afrikai terjeszkedésre. Ezenkívül csökkenteni kellett voln flottáját, valamint háborús kártérítést is fizetnie kellett volna Rómának. A római szenátorok ratifikálták az egyezményt, de a karthágóiak rövid időn belül meg is szegték, mikor elfoglaltak és kifosztottak egy a tuniszi öbölben megfeneklő, ellátmányt szállító római hajórajt. Mindeközben Hannibált a hadseregével együtt a pun szenátus visszahívta Itáliából. Az utánpótlással és Hannibállal megerősített karthágóiak nem támogatták tovább az előnyös egyezményt, ennek következtében megint kiújult a háború a két nép között.
Scipio és Hannibál hadserege a zámai síkon találkozott egymással. A pun sereg helyi polgárokból és az itáliai hadjáratból megmaradt veteránokból állt össze, míg Scipio a korábban már leírt római sereggel, valamint az elpártolt numidiai lovassággal érkezett ide. Állítólag a két hadvezér szemtől szembe találkozott a csata előtt, ahol Hannibál azt mondta, hogy a végzet játszott szerepet abban, hogy itt kell végül megütközniük, míg Scipio a tuniszi öbölben megtörtént árulásra hivatkozott, miért is nem köthetnek egymással békét csata nélkül.
A Zamanál lezajlott csata különbözik a második pun háború tipikus ütközeteitől, mivel itt a rómaiak rendelkeztek kisebb létszámú gyalogsággal, míg a karthágóiak lovassága – a numidiaiak árulása következtében – közel csak a fele volt a rómaiakénak. Hannibál körülbelül 50000 gyalogossal és 4000 lovassal rendelkezett, míg Scipio seregében 34000 gyalogos és 8700 lovas volt. Hannibál gyalogságát három sorba rendezve állította fel, előttük tizennyolc elefántjával, a lovasságot pedig a szárnyak között osztotta meg. Az első vonal gall, ligur és balériai gyalogság keverékéből állt, a másodikban helyezkedtek el a Karthágóban és Líbiában besorozott katonák, a harmadikban pedig a legnagyobb harcértékű itáliai veteránjai. Hannibál szándékosan tartotta vissza a harmadik sorban álló gyalogságot, mivel meg akarta akadályozni Scipiot abban, hogy a korábban az ilpiai csatában alkalmazott taktikájához hasonlóan áttörjön a karthágói csatasor centrumán, és bekerítse vonalait. A pun vezér remélte, hogy a harci elefántok valamint az első két sor meggyengíti, és megbontja a rómaiak arcvonalát, melyet követően bevetheti a tartalékban lévő harmadik sort és felmorzsolhatja Scipio seregét. Bár ez a taktika jól átgondoltnak tűnt, mégsem vezette Hannibál seregeit győzelemre.
A csata kezdetén a fölényben lévő római lovasság elsöpörte, majd elüldözte a csatamezőről a karthágói megfelelőjét – megfosztva ezzel Hannibált teljes lovasságától (bár néhányan azt gondolják, hogy Hannibál szándékosan csalta el ellenfele lovasait, hogy eliminálja a rómaiaknak ebben az egységformában lévő számbeli előnyét). Hasonlóképpen, Hannibál első két vonala, képtelenek lévén felvenni a harcot a magabiztos és jól képzett római légionáriusokkal, hamarosan szétszóródott a manipulusok nyomása alatt. Éveken keresztül Hannibál megnyert minden csatát tapasztalt hadseregével, de most a legjobb római haderővel kellett szembenéznie, míg őneki egy kapkodva megszervezett sereget kellett irányítania, ami csak gyengén volt képes teljesíteni a rómaiakkal szemben. Ráadásul Scipio egy ötletes módszert talált ki Hannibál elefántjainak semlegesítésére. Először is a római tisztában volt vele, hogy az elefántoknak parancsba lehet adni a rohamot, de azok csakis egy egyenes vonalban képesek előretörni. Ezért ahelyett, hogy csapatait a szokásos „sakktábla” alakzatban állította volna fel, helyette a veliteseket, a pricipeseket és a triariusokat egymást mellett álló oszlopokban elhelyezett félezer emberből álló csoportokba szervezte. Úgy gondolta, hogy a sorban szándékosan meghagyott közökben az elefántok majd egyszerűen csak keresztül rohannak anélkül, hogy megsebesítenének bárkit is. A harci elefántok valóban keresztülrohantak a közökön, és a túloldalon már csak egyenként le kellett vadászni őket (néhány meg is zavarodott, és visszafordulva a karthágói vonalakra támadt). A vadállatok keresztülrobogását követően Scipio csapatai visszaálltak a megszokott formációba, és tovább folytatták a menetelést.
Hannibál seregének részleges kudarcai ellenére a csata még közel sem dől el. Mikor a római gyalogság a karthágóiak harmadik vonalával csapott össze ádáz küzdelem kezdődött, melyben mindkét oldal kivívott magának bizonyos fölényt arcvonal egyes pontjain. A csata egy pontján úgy tűnt Hannibál már a győzelem elérésének határán van, de Scipio lovassága, miután elűzte a karthágóiak azonos egységeit, még időben visszatért, és hátba támadva pun sereget, megfordította az ütközet kimenetelét. Ez a kétirányú támadás ugyanis felbomlasztotta a karthágóiak formációját, így képtelenek voltak ellenállni a képzett és eltökélt római katonák rohamának. Hannibál döntő vereséget szenvedett, és így Karthágó elveszítette minden védekező képességét. Zamanál a punok hozzávetőleg 20000 embert veszítettek, 11000 megsebesült és 15000 esett fogságba. A rómaiak vesztesége 1500 halott és 4000 sebesült volt.
A zamai győzelmet követően a háború véget ért, és a karthágóiakra pedig olyan békefeltételeket kényszerítettek, ami lehetetlenné tette, hogy a jövőben veszélyeztessék Róma hatalmát a nyugat mediterrániumi térségben. Amikor hetven évvel később a harmadik pun háború kitört, a karthágóiak csak elhanyagolható katonai erővel rendelkeztek, és még Massinissát sem voltak képesek legyőzni Afrikában. Ennek ellenére néhány évig meg tudták védeni a városukat, de a hosszú ostromot követően a rómaiak bevették és teljesen elpusztították, az 50000 túlélőt pedig eladták rabszolgának.

## A római gyalogság a gall és germán törzsek ellen

### A barbárok
Róma gall ellenségei, egymástól igencsak különböző kelta törzsekből tevődtek össze. A régebbi idők történészei visszamaradott vadembereknek tartották őket, akik kegyetlenül elpusztították „a hatalmas és felséges Rómát.” Néhány modern nézet ókori szabadságharcosokat lát bennük, akik szembeszegültek Róma elnyomó hatalmával. Maguk az ókoriak időnként bátor és méltó ellenfeleknek látták őket, amire jó példa a haldokló gall gyönyörű szobra. Magát a gall népet, mint már említettük, számtalan különböző törzs alkotta, melyeknek területei földrajzilag a svájci hegyektől a francia síkságokig és a Rajna erdőségeiig terjedtek. Magát a „gall” kifejezést használták még a Britanniában és Skóciában élő kelta törzsekre is, még több különböző együtt élő népet illetve ezzel a névvel. Katonai szempontból ugyanis ezek a törzsek sok általános tulajdonságban hasonlóak voltak egymáshoz: törzsi alapú közösségekben éltek, ami a római államszervezethez képest kicsiny és változatos struktúra volt; háborúikban könnyű fegyverzetet, és egyszerű, kimunkálatlan taktikát alkalmaztak, egységeik mozgékonyak voltak, de képtelenek voltak hosszú időn keresztül fenntartani csapataik harci erejét a csatamezőn.
Bár az ismert beszámolók a légióik és azok karizmatikus vezetőinek győzelmét ünneplik a barbárok felett (például az amerikai Gladiátor című film 2000-ből), Róma jó néhány kínos illetve katasztrofális vereséget szenvedett el, ezektől a törzsi hadseregektől. A korai köztársasági korban (kb. i. e. 390 – 387) a gallok bevették és kifosztották Rómát Brennus irányítása alatt, valamint a későbbiekben is mértek vereségeket a római hadseregre, például Noreianál, Arausionál, vagy a teutoburgi erdőben vívott csatában. A korai császárkorban germán csapatok rajtaütésszerű támadása okozta Róma egyik legsúlyosabb vereségét (a teutoburgi csatát), ami három légiót semmisült meg, és egyben rávilágított Róma nyugati terjeszkedésének határaira. Ugyanezek a germán törzsek voltak azok, akik a későbbiekben előidézték a római hadsereg végső összeomlását nyugaton. Ironikus, hogy a birodalom utolsó időszakában a csaták többségét barbárokból álló csapatok vívták meg mindkét oldalon.

## Taktikai kihívások a gall és germán törzsekkel vívott háborúkban

### A gall és a germán harcmodor előnyei
Akármilyen szokatlan is volt a kultúrájuk, a gall és germán törzsek győzelmeikkel többször bebizonyították, hogy kemény ellenfelek. Néhány történész azt állítja, hogy időnként a csatákban szoros, és rendezett phalanx jellegű formációba tömörülve harcoltak, és pajzsaikkal egymást átfedve erősítették meg védelmüket a küzdelemben, vagy városok ostroma idején. Nyílt terepen vívott csatákban időnként ék alakzatba is rendeződtek.
A győzelemre való esélyüket elsősorban négy tényező erősítette: a számbeli fölény, a meglepetésszerű támadás, a csatára való gyors felkészülés, felfejlődés, illetve a rómaiak nehéz terepen való támadása, ami lehetővé tette a harcosok elrejtőzését a csata kezdetéig, illetve ha lehetséges volt, a visszavonulást és az újraszerveződést két roham között. A legjelentősebb gall és germán győzelmek idején általában legalább kettő érvényesült ezekből a jellemzőkből. A klasszikusnak mondható teutoburgi csatában a barbárok mind a négy előnnyel rendelkeztek: a meglepetés erejével, hiszen a germánok váratlanul pártoltak el a rómaiaktól Arminius és seregének alattomos árulását követően; hadseregük létszáma nagyobb volt ellenfeleikénél; valamint a rajtaütés helyszíne megfelelő körülményeket biztosított (sűrű erdők és folyamatos esőzések) a harcosoknak a római menetoszlop észrevétlen megközelítésére, és a meglepetésszerű támadásra.

### A germán és gall harcmodor gyenge pontjai
A barbár harcosok számára csüggesztő lehetett a római légionáriusok elleni háború. Ember az ember elleni páros viadalban egy vad gall harcos talán felülmúlhatott volna egy római légionáriust, nagy tömegeket mozgató csatákban viszont a gallok kezdetleges szervezetsége és taktikája nehezen boldogult a római légió jól működő gépezetével. A gall rohamok vadságát gyakran jegyzik fel a korabeli szerzők, amivel bizonyos körülmények között akár el is söpörhették a római sorokat, de a mély sorokba rendezett római formáció általában lehetővé tette a roham megakasztását, és a légió folyamatosan és hosszú ideig tartó nyomása idővel legyűrte a nagyobb létszámú gall seregeket is. A rómaiak ilyenképpen gyakran legyőzték a keltákat, ami leginkább csapataik fegyelmének, magas harci moráljának és képzettségének köszönhető. A szárnyak elleni rohamokkor például a légiók elég flexibilisek voltak ahhoz, a kisebb egységeik, vagy akár az egész vonal a támadás irányába forduljon, vagy hátrább vonuljon. A szárnyakat fedező lovasság is növelte a sereg biztonságának szintjét. A gallok és a germánok gyakorta kevés páncélzattal (időnként mezítelenül indultak a csatába) és könnyű pajzsokkal védték magukat, ami hátrányt jelentett a nehézfegyverzetű légiókkal szemben. Utánpótlási vonalaik is jóval gyengébben voltak megszervezve, ami nem tette lehetővé sok ember hosszú ideig tartó ellátását. Általánosságban szólva a galloknak és a germánoknak jó kezdeti pozícióval kellett rendelkezniük, és a csata korai szakaszában át kellett törniük a római vonalakon, ahhoz hogy megnyerjék a csatát. Egy hosszabb ideig húzódó, kiterjedt csata a könnyű fegyverzetű barbárok és a jól szervezett nehézfegyverzetű légionáriusok között általában a törzsi harcosok pusztulásához vezetett.

### A gall harci-szekerek alkalmazása a csatában
A gallok néhány területen magas szintű taktikai képességekről tettek tanúbizonyságot, melyek közé tartozott például a gall harci-szekeres harcmodor is, aminek használatakor nagyfokú együttműködésre voltak képesek a gyalogsággal. Polybios a telamoni csatával kapcsolatosan számol be erről a harcmodorról, illetve a későbbi görög történetíró, Diodoros is megemlíti az alkalmazását. Ezekből a leírásokból kiolvasható, hogy a gall-kelta harci-szekereken általában egy hajtó és egy gerelyekkel felfegyverzett gyalogos katona helyezkedett el. Az összecsapások során a szekerek a támadás vonalához közel letették a gyalogost, hogy bekapcsolódjon a küzdelembe, majd rövid távolságra visszavonultak. Ilyen távolságból könnyen ki tudták menekíteni a támadó csapatokat, ha a dolgok rosszra fordultak, vagy egyszerűen csak a csata másik pontjára szállították őket, ahol inkább szükség volt az erősítésre. Azonban, a telamoni csatában is, ez a taktika végső soron sikertelennek bizonyult, és a gallok döntő vereséget szenvedtek a Papus és Regulus vezette római légióktól. Meg kell jegyezni azt is, hogy a gall harcosok bátorsága ellenére, ebben az időszakban a korábban oly hatékony harci-szekerek korszaka már lehanyatlott, az ebben az időszakban megjelenő nagyszámú lovassági csapatok használata miatt.

## A gall–ibériai gerilla harcmodor

### Az ibériai háborús zóna
Az ibériai emberek, akárcsak sok más törzs, akiket a rómaiak a gall címkével illettek, komoly ellenállást fejtettek ki a rómaiak hegemonikus törekvéseivel szemben. Azokon a területeken, melyek ma Spanyolországot és Portugáliát alkotják, az i. e. 218-as évtől kezdve, majd két évszázadon keresztül harcoltak folyamatosan, bár váltakozó intenzitással a légiók ellenében. Hispánia urai az i. e. III. században még a Karthágóiak, akik számtalan törzset térdre kényszerítve kereskedelmi bázisokat illetve kolóniákat alapítanak, főképpen a tengerparthoz közel eső területeken. Karthágó legyőzését követően azonban egy új, kíméletlenebb birodalommal, a rómaiak expanziójával találják magukat szembe a helyi népcsoportok. Az olyan törzsek, mint a keltibérek erős ellenállást fejtenek ki a terjeszkedő hadműveletekkel szemben, a későbbiekben pedig egyéb csoportok, például a Viriathus vezette lusitánok okoznak komoly fejfájást a római helytartóknak. A lusitán és a numantiai háború azonban csupán két példa a majd két évszázadokon keresztül elhúzódó konfliktusok sorában, melyek egészen Augustus uralkodásáig eltartanak majd, nem csoda, hogy a római katonák körében rossz híre volt ennek a provinciának. Sir Edward Craesy történész, a „Decisive Battle of the World” című munkájában a következőket mondja az ibériai konfliktusról:
„A hispánok az ellenük viselt háború során, az összes nemzet közül, kiket a rómaiak alávetettek, a legmakacsabban védelmezték szabadságukat… a rómaiak mindegyik itteni provinciájukban oly gyakran szenvedtek vereséget, hogy semmi nem rettentett meg annyira egy római légionáriust, mint az, hogy Hispániába küldik…”

### A római taktika az ibérek ellen
A rómaiak itt is az általános katonai metódusukat alkalmazzák, nagy hangsúlyt helyezve a könnyű gyalogság, a lovasság és a nehézgyalogság kevert formációjára a mozgékony gerillaharcmodort kedvelő ibériaiak ellenében. A megerősített táboroknak is fontos szerepe jutott a csapatok megvédésében a rajtaütéses támadásokkor, és a hadjáratok kiinduló bázisaiként is szolgáltak. Mialatt a nyílt ütközetek változatos eredményekkel értek véget, a rómaiak viszonylag helyes stratégiát alkalmazva ostromolták meg az ibérek városait, szisztematikusan eliminálva a törzsi vezetőket, az utánpótlási bázisokat és az ellenállás központjait. Az ibérek erőforrásainak pusztításával, a búzamezők felégetésével vagy falvaik lerombolásával is nyomást gyakoroltak az ellenálló helyi lakosokra. Scipio hadműveletei a numantiai háború idején jól demonstrálják ezeket a módszereket, beleértve a légionáriusok szigorú fegyelemhez szoktatását, és a hanyagság kemény büntetését is. Más római taktikák politikai jellegűek voltak, mint például Gracchus béke-megállapodásai, vagy a Lucullus és Galba árulása, mikor a tárgyalások során lemészároltatták a törzsek vezetőit. Róma gyakorta tőkét kovácsolt a törzsek megosztottságából is. Az „oszd meg és uralkodj” politikája itt is érvényesült, mikor az egymással versengő csoportokkal gyakran kétszínű egyezményeket kötöttek valamely törzs elszigetelésére, és a szövetséges népeket más törzsek erejének megtörésére használták fel.

### A kelta-ibér taktikák
A függetlenségükért és a túlélésért harcoló ibér törzsek megerősített városokkal és erődökkel védték magukat ellenségeikkel szemben, és ezt mozgékony harcmodorral kombinálták, a kicsiny gerilla csapatok bevetésétől kezdve a több ezer embert számláló masszív hadseregekig. A kelta-ibér lovasság különösen méltó párja volt az azonos római egységeknek, ami már korábban is bebizonyosodott, mikor a szövetséges lovas egységek kulcsszerepet játszottak Hannibál Róma felett aratott győzelmeiben. A mozgékonyság és a helyi terepviszonyok is nagymértékben segítette a törzsi harcosokat. A legsikeresebb rajtaütésüket egy Carus nevű törzsfőnök hajtotta végre, kinek csapatai hozzávetőleg 6000 légionáriust mészároltak le, egy kombinált lovassági-gyalogsági támadásban. Egy másik Caesarus nevéhez fűződik, aki kihasználta a Mummius vezette római csapatok rendezetlen üldözését, és csapdát állítva körülbelül 9000 embernyi veszteséget okozott a seregben. Egy hasonlón sikeres ibériai „menekülés, majd visszafordulás és támadás” taktikát jegyeztek Galba ellenében. A hispániai háború részletesebb tárgyalása „Appianus Róma története: A hispán háborúk” című könyvében olvasható,

### A győzelem kivívása az ellenség erőinek felmorzsolásával
Akárcsak más népekkel viselt háborúi esetén, a rómaiak kíméletlen kitartása, bővebb anyagi és emberi erőforrásaik és szervezettségük okán idővel felmorzsolták ellenfeleiket. Az ellenfél erőinek „felmorzsolásos” szemléletmódja persze ellentétben áll, a briliáns hadvezérek kivívta gyors győzelmek képével, amiként oly gyakran és sematikusan ábrázolják a római gyalogság sikereit. Bár a Scipiok és Gracchus valóban kiemelkedő hadvezérek voltak, de a rómaiak katonai teljesítménye összességében egyenetlennek mondható, tekintve akár a pun vagy más háborúkat. Hispániában is az ellenség erőforrásainak kimerülése hozta meg a végső győzelmet 150 év folyamatos háborúi után – a hadjáratok, a városok ostromai, a felbontott egyezmények, a leégett falvak és a rabszolgának eladott lakosok hatása lassan, de biztosan zúzta össze az ellenállást. Addig, míg a római szenátus további embereket és anyagi erőforrásokat küldött a háborús zónába évtizedeken keresztül, a győzelem kivívhatóvá vált az ellenség kifulladásáig vívott háborús stratégiával. Így ez a motívum fontos szerepet játszott a római háborús módszerek között.

## Egy győztes hadjárat anatómiája: Caesar gallok elleni háborúja
A gallok számbeli és mozgékonysági fölénye gyakran hozott bajt a rómaiakra, akár az évtizedeken keresztül húzódó gerillaháborúkat, vagy a döntő jelentőségű, nyílt ütközeteket tekintjük. Az, hogy Caesart kis híján megverték galliai hadjárata során, alátámasztja ezt a motívumot, de mintegy meg is mutatja a római taktikai szervezettség és fegyelem valódi erejét.
Az i. e. 57-ben a Sabis folyónál vívott csatában például a nervius, atrebastus és veromandus törzsek harcosai titokban elözönlötték a környék erdőségeit, miközben a római fő erők a folyó túlsó oldalán a táboruk megerősítésével foglalatoskodtak. Némi távolságra visszamaradva két lassan mozgó légió és a trén hosszú sora araszolt még a tábor felé. A takarmányozással és a tábor építésével elfoglalt katonák szétszóródva helyezkedtek el a tisztáson, amit a gallok kihasználtak, és a folyó sekély gázlóján átkelve vad támadást indítottak az összezavarodó rómaiak ellen. Kezdetben a harci helyzet rendkívül ígéretesnek tűnt a kelták számára, mivel mind a négy, harcmodorukból fakadó, fentebb már leírt helyzeti előnnyel rendelkeztek: a létszámbeli fölénnyel, a meglepetésszerű támadással, a gyors felfejlődéssel és rohammal, valamint az előnyös terepviszonyokkal, ami az utolsó pillanatig elfedte mozgásukat. A támadás korai szakasza látványosan sikeres volt, a rómaiak képtelenek voltak a parancsoknak megfelelő formációba rendeződni, és sereg teljes felmorzsolódása a levegőben lógott. A helyzetet átlátva maga Caesar is csatlakozott a harcoló egységekhez, jelenlétével kitartásra ösztönözve csapatait. A megszokott fegyelem és a kohézió idővel megtette a hatását, és a légiók elkezdték visszaszorítani a barbárok támadását. A nervius törzs egyik rohama azonban áttört a rómaiak sorain, így a csata állása ismét fordulatot vett. A keletkezett résen átömlő barbárok bevették a római tábort, majd megpróbálták átkarolni és hátba támadni a hadsereg többi, a barbárokkal harcoló részét is. Az összecsapás kezdeti fázisát követően hosszas és elkeseredett küzdelem következett, míg a trént kísérő és a menetelés ideje alatt utóvédként szolgáló két légió érkezése meg nem fordította az erőviszonyokat. A X. légió vezetésével érkező erősítés következtében a rómaiak ellentámadásba mentek át, ami megingatta, majd visszavonulásra késztette barbárokat. A küzdelem ennek ellenére rendkívül szoros volt, ami illusztrálja mind a barbár törzsek harci jártasságát, mind a rómaiak fegyelmezettségét és kohézióját. Végül, ez utóbbi bizonyult döntőnek Róma gallok ellen viselt hosszú ideig tartó hadjáratában. A német történész, Hans Delbruck, a következőket jegyzi meg ezzel kapcsolatban a „Háború művészetének története” című munkájában:
„… a római hadművészet felsőbbrendűsége a hadseregnek, mint egésznek a szervezettségén alapult, egy olyan rendszerén, ami lehetővé tette katonák nagy tömegének egy helyen való koncentrálását, fegyelmezett mozgatását, ellátását és együtt-tartását. A gallok azonban nem rendelkeztek ezekkel a képességekkel.”

## Arausio, Aquae Sextie, Vercellae – példák a gallokkal vívott csatákra

### Az Arausio-i csata i. e. 105-ben
Az Arausio-i csatát i. e. 105. október 6-án vívták meg a Rhone-folyó és Arausio városa (a mai Orange környéke) között. A Biorix vezette cimbri és a teuton törzsek vándorló serege ellenében két római hadsereg állt fel Quintus Servilius Caepio proconsul és Gnaeus Mallius Maximus consul vezetésével. A két római parancsnok közötti személyes ellentét okán azonban a két hadsereg képtelen volt az együttműködésre, aminek következménye az a katasztrófa, melyben 80000 légionárius, szolga és tábori személyzet esett el. Ez a döntő vereség adott később a jó hadvezéri képességeiről ismert Gaius Mariusnak lehetőséget, a consuli hatalom többszöri elérésére, és hadsereg szervezetének és emberanyag utánpótlásának radikális átszervezésére. Az emberi veszteség tekintetében az arausio-i vereség volt a római történelem és egyben az ókori világ legnagyobb katonai katasztrófája.
A cimbri törzsek Gallián és azzal szomszédos területen keresztül vezető vándorlása megzavarta a régió hatalmi egyensúlyát, és egyes törzseket, mint például a helvetii, római területek elleni támadásra sarkalt. Egy római csapattesten való rajtaütésük Tolosanál, és a város ideiglenes lázadása következtében mobilizálták a római hadi gépezetet, és három hadsereget is környékre küldtek. Tolosa visszaszerzése után Quintus Servilius Caepio proconsul védekező pozícióba helyezte seregét, várva, hogy a barbárok ismét római területek felé vegyék az irányt. Ez i. e. 105 októberében meg is történet.
A rómaiak már a csata megkezdése előtt komoly hátrányba kerültek azzal, hogy a két hadsereget irányító, és a Rhóna-folyó közelében tábort verő hadvezér nem volt jó kapcsolatban egymással. Gnaeus Mallius Maximus, az év választott consula, volt a két hadsereg főparancsnoka a törvényeknek megfelelően, de mivel homo novus volt, a patrícius származású Caepio önérzetét sértette, hogy az ő irányítása alatt kell harcolnia, így táborát a folyó túlpartján állította fel.
A két sereg közötti első összecsapás a legátus Marcus Aurelius Scaurus vezette járócsapatok és egy nagyobb létszámú barbár egység között zajlott le, mely során a légionáriusokat a túlerőben lévő cimbrik teljesen felmorzsolták, a fogságba esett legátust pedig Boiorix elé hurcolták. Scaurust nem törte meg fogságba esése, sőt azt tanácsolta Biorixnek, forduljon vissza embereivel, mielőtt még a római erők tönkreverik seregeit. A cimbrik királyát feldühítette ez az arcátlanság, így Scaurust vesszőből font ketrecbe záratta és élve elégettette.
Mindeközben Maximus megpróbálta meggyőzni Caepiot, hogy seregét költöztesse át a folyó azon oldalára, ahol saját csapatai is táboroztak, de az ragaszkodott helyzetéhez, sőt seregével közelebb is vonul az ellenség állásaihoz. A két római sereg látványa elgondolkodtatta Boiroxot és így tárgyalásokba kezdett Maximussal. Capio eközben, feltehetőleg azt gondolván, hogy ha Maximus sikerrel befejezi a tárgyalásokat, a helyzet megoldásával járó dicsőséget egyedül aratja le, október 6-án egyoldalú támadást indított a cimbrik tábora ellen. Caepio erői azonban megsemmisítő vereséget szenvedtek, mind az elhamarkodott támadás, mind a barbárok kitartó védekezése okán, ráadásul a cimbrik a megvert sereg táborát is kifosztották, amit Caepio csak egy kisebb egység védelmével hagyott hátra. A könnyű győzelemtől felbátorodott barbárok ezt követően megtámadták a Maximus vezette sereget is. A hadvezérek belharcától demoralizált csapatok látva társaik korábbi teljes pusztulását, véglegesen elvesztették harci kedvüket, ráadásul visszavonulni sem voltak képesek, mivel a táboruk a hátuk mögött, a folyó túloldalán helyezkedett el. Sokan próbáltak mégis arra menekülni, de ebben az időben a légionáriusok még nem az úszásban mutatott vitézségükről voltak híresek, pláne nem teljes menetfelszerelésben, hátukban az ellenséggel. Bizonyosan nagyon kevesen menekültek meg az összecsapásból, elsősorban a tábori szolgák és a kiszolgáló személyzet, akik általában másfélszer annyian voltak, mint a harcoló alakulatok. Bár a veszteségek valódi nagysága vitatott, Livius szerint (nem számítva a tábori személyzetet) hozzávetőleg 80 000-en estek el. Mommsen a 80000 légionárius mellett, még további 40000-es veszteséget számol az auxiliáris és a tábori személyzet körében.
Róma, egy folyamatosan háborúzó birodalom vezetőjeként, hozzá volt szokva a vereségekhez, de a sorozatos veszteségek, mely az arausio-i katasztrófában csúcsosodtak ki, rettegéssel töltötték el a Res Publica és a szövetségesek polgárait. A két sereg felmorzsolásakor elveszett emberanyagot képtelenek voltak rövid idő alatt pótolni, miközben az ellenség a védtelenné vált Alpok hágóit fenyegette. Rómában tisztában voltak vele, hogy a vereséget sokkal inkább Caepio arroganciája, mintsem a római hadsereg hiányossága okozta, ami nagy mértékben megnövelte a vezető réteggel szembeni elégedetlenséget a nép körében.
A cimbrik a csatát követően megütköztek az averniusokkal, majd ahelyett, hogy elözönlötték volna Itáliát a Pireneusok irányába indultak. Ez időt adott Rómának a hadsereg újjászervezésére, és ennek lebonyolítására Gaius Mariust választották consullá, akit a későbbi nemzedékek majd Róma megmentőjeként emlegetnek.
A római krónikások szerint az arausio-i csatamezőn elesettek testei, oly termékennyé tették a környéken a talajt, hogy a későbbi években az itt gazdálkodók nagy hozamokat takarítottak be a római vérrel áztatott földön.

### Az Aquae Sextie-i csata i. e. 102-ben
A Gaius Maius vezette sereg egy körültekintően megválasztott magaslaton foglalta el pozícióját, és hogy a teutonokat támadásra csábítsa, ligur lovasságával és könnyűgyalogságával zaklatta a barbárokat. A barbár sereget vezető törzs, az ambonesek, bekapták a csalit és támadásba lendültek, később pedig botor módon követte őket a többi szövetséges törzs is. Mindeközben Marius egy kisebb, 3000 főt számláló egysége, mely a közelben rejtőzködött, hátba támadta a rohamozó germánokat, ami teljesen összezavarta, majd felmorzsolta erőiket. A római beszámolók szerint, az ezt követő mészárlásban 90000 teuton esett el, és 20000 barbárt, beleértve Teutobod királyt is, elfogtak. Egyedül csak a római beszámoló írja le a csatát, ami valószínűleg eltúlozza a győzelem nagyságát, de a teuton és az ambrones törzs tökéletes megsemmisítése bizonyosan megfelel az igazságnak a győzelem megsemmisítő voltából következően.
Plutarchos Mariusról szóló életrajzában érdekességképpen megemlíti, hogy mikor az ambronesek népük nevét kiáltották harcosaik feltüzelésére a csata hevében, a Rómával szövetséges ligur csapatok azt hitték, hogy hazájuk legendáikban élő ősi nevét hallják, így maguk is az „Ambrones!” kiáltással vonultak a csatába. Másik különleges esemény a fogságba ejtett barbár nők tömeges öngyilkossága volt, ami a későbbi római legendákban a germánok hősiességének egyik példája lett.
„A győztesek feltételként szabták, hogy háromszáz asszonyukat adják át a Rómaiaknak. A teuton matrónák ezt hallva először könyörögtek a consulnak, hogy különítsék el őket Ceres és Vénusz templomának szolgálatára, de miután elutasították kérésüket, és a lictorok elhurcolták őket, a következő reggelre mind magukat, mind kicsiny gyermekeiket megölték, és úgy találták meg őket egymás karjaiban fekve, ahogy egymást megfojtották.”
(Jeromos CXXIII. levele i. sz. 409-ből)

### A Vercellae-i csata i. e. 101-ben
A Vercellae-i csatát, vagy ahogy másként nevezik, a Raudine síksági csatát, i. e. 101-ben vívták meg a Gaius Marius consul vezette római seregek a germán cimbri törzs vezette inváziós erőkkel Gallia Cisalpinában. A római historikusok szerint 90000 és 140000 között volt a csatában elesett barbárok száma, és 60000 embert, beleértve az asszonyokat és a gyerekeket is, fogságba ejtettek, ami lényegében egyenértékű volt a törzs totális felszámolásával (a cimbi törzs harcosainak száma valójában néhány ezer fő körül mozoghatott). A győzelem leginkább Quintus Lutatius Catulus Caesar legátusának, Lucius Cornelius Sullának volt köszönhető, aki a római és a szövetséges lovasságot vezette.
A történészek hagyományosan Vercellae települést a mai Vercelli közelébe helyezik, míg mások szerint a szó nem valamelyik településre, hanem a két folyó összetalálkozásánál található bányavidékre utal. Ugyanők úgy gondolják, hogy a cimbrik az Adige folyását követték, miután átkeltek a Brenner-hágón, ahelyett, hogy minden ok nélkül nyugatnak, a modern Verceli irányába fordultak volna. E elmélet szerint a csata hely sokkal inkább a mai Polesineben található, talán Rovigo közelében. Borgovercellinél, a Sesia-folyó közelében, öt kilométerre a modern Vercellitől, nagy mennyiségű katonai jellegű régészeti lelet került elő, ami viszont a tradíciót látszik erősíteni.
Theodor Mommsen szerint a két hadsereg Vercellaenél, a Sesia és a Pó vizeinek összefolyásától nem messze találkoztak, nem messze attól a helytől, ahol Hannibál az első itáliai földön vívott csatájában megverte a rómaiakat. A cimbrik vágyták megvívni a csatát, így szokásaiknak megfelelően küldötteket menesztettek a római táborba, hogy megegyezzenek az ütközet helyéről és idejéről. Marius fogadta a követeket, és a következő napot (i. e. 101. július 30-át), valamint a raudinei síkot jelölte meg a csata helyszínéül, melynek széles lapálya komoly helyzeti előnyhöz juttatta a létszámfölényben lévő római lovasságot. A rómaiak itt csapdát állítottak a germánoknak, melyek lovassága a reggeli sűrű ködben váratlanul a létszámfölényben lévő római lovassággal találta magát szembe, majd az éppen csatarendbe szerveződő barbár gyalogságot is elsöpörték a római légionáriusok. A csatát követően a rómaiak vesztesége elhanyagolható volt, a cimbri törzset viszont kitörölték a történelem további folyásából.
A germánok szemében talán a törzs azon nagyobb része volt a szerencsés (beleértve Boiorix királyt is), mely a csata során elesett, míg azok, akik kétségbeesésükben megadták magukat, a rómaiak a rabszolgapiacra hurcolták, ahonnan gazdáikhoz kerülve egyénenként torolták meg rajtuk azt az arcátlanságot, amit Róma termékeny földjeinek megkívánása jelentett. A tigorini törzs tagjai, melyek a csata idején még az Alpok hágójának túloldalán táboroztak, mivel a későbbiekben akartak csatlakozni a többi törzshöz, a vereség hírére megfutamodtak, és visszatértek korábban lakott területeikre. Az embertömeg, mely tizenhárom éven keresztül tartotta rettegésben a Dunától az Ebroig, a Szajnától a Pó vidékéig elnyúló terület népeit, most a gyep alatt nyugodott, vagy Róma rabszolgaigája alatt görnyedezett. A germán törzsek vándorlása a végéhez ért, a cimbri törzs otthontalan fiai, parancsnokaikkal együtt nem léteztek többé.
Az Aquae Sextiae-i és Vercellae-is csaták tehát megszüntették a germánok római inváziójától való félelmet. A háborúnak azonban komoly politikai következményei is voltak annyiban, hogy a hadjárat alatt folyamatosan rivalizáló Marius és Sulla megromló viszonya vezetett el a későbbiekben Róma első nagy polgárháborújához. Marius ugyanis római polgárjogot adott a parancsnoksága alatt harcoló itáliai katonáknak, anélkül, hogy erre előzőleg engedélyt kért volna a szenátustól. Amikor az atyák megkérdőjelezték ezt, azt válaszolta nekik, hogy a csatazajban nem tudta a törvények alapján egymástól megkülönböztetni a rómaiak hangját a szövetségesekétől. Ettől fogva minden itáliai légió római légióvá vált, ráadásul ez volt az első alkalom is, mikor egy győzedelmeskedő vezér nyíltan szembefordult a szenátussal. És persze nem ez volt az utolsó eset. I. e. 88-ban először Sulla vezette seregét Róma ellenében, úgymond a szenátus és a hagyományok védelmében. Később Julius Caesar, mikor a szenátus utasította, hogy tegye le hivatalát, és térjen vissza Rómába szembenézni a szolgálati évei alatt elkövetett törvényszegéseit kivizsgáló bírósággal, inkább seregével átlépte a Rubicot i. e. 49-ben. Ez a kezdete a Caesar és a Popeius vezette szenátusi erők közötti polgárháborúnak, ami végső soron véget vetett a köztársaság korának.

## A lovassággal vívott küzdelemből fakadó taktikai problémák
A lovassággal való harc jelentette az egyik legnagyobb kihívást a római gyalogság számára. A gyors mozgású, és rohamkor sokkoló erejű egységek kiaknázhatták a légiókban rejlő gyengeséget, ami viszonylag lassú mozgásában és felfejlődésében rejlett. Az erős lovassággal rendelkező ellenfelektől elszenvedett vereségek így visszatérő elemek a római történelemben. Hannibál hadjárata erre az egyik jó példa, mely során a numidiai és az ibér-gall lovasság a csaták során rendszerint átkarolja a római sereget, megsemmisítő támadást indítva mind oldalról, illetve hátulról. Hannibál cannae-i győzelmét is, bár alapvetően a gyalogsági küzdelem volt, a lovasság hathatós együttműködésének köszönhette.
Sokkal drámaibban mutatkozik meg a légiók gyengesége a parthus lovassággal vívott számos háború alatt. A Parthusok és az őket követő keleti dinasztiák seregükben nagy számban használták a gyorsan mozgó könnyűlovasságot az ellenfél bosszantására, illetve kisebb csetepaték kikényszerítésére, valamint a kegyelemdöfést a nehézvértezetű, lándzsával felszerelt „cataphracta” lovas egységeikkel adták meg a küzdelem döntő pillanatában való bevetésükkel. Mindkét csapattípus kompozit íjakkal harcolt, melyek elég erősen lőtték ki a rövid nyílvesszőket ahhoz, hogy átüssék vele a rómaiak vértjeit. A cataphracta egységek kiterjedt harcászati erejének lényege az ellenség sokkolása volt, mely során nyílzáporukkal először felpuhították a haderő sorait, majd nehéz lándzsáikkal rohamozták meg azokat. A parthusok a „felégetett föld” taktikáját is gyakran alkalmazták rómaiak ellen, miközben kerülve a nagy összecsapásokat, a támadó seregeket kedvezőtlen, élelem vagy vízhiányos terepre csalták. Ilyen ellenfél komoly kihívást jelentett a Rómaiak számára, amit jól mutat Crassus Carrhaenél a parthus lovasságtól elszenvedett katasztrofális veresége is.

## Az ellenséges lovasság legyőzése kombinált haderő alkalmazásával
Bizonyítékok vannak arra, hogy Nagy Sándor korai hadjáratai során erős könnyűgyalogos, illetve távolsági támadásra alkalmas fegyverzettel rendelkező különítményekkel zavarta meg az ázsiaiak lovasságát, majd nehézlovasságának rohamával üldözte el a megmaradt egységeiket. A rómaiak is hasonló „kombinált haderő” metódust alkalmaztak az ellenséges lovasegységek elhárítására, melyben főleg a gyalogság játszott döntő szerepet, de a későbbi időszakokban a lovasság szerepe fokozatosan növekedett, főleg a Római Birodalom keleti felében. Már a gyalogsági harcmodor fénykorában nagyszámú könnyűgyalogos csapattestek tartoztak a légiókhoz, melyek nagyobb távolságból voltak képesek támadni a gyors lovasságot. A római lovascsapatok is fontos szerepet játszottak a főerők védelmében, és az ellenséges lovasportyák visszavetésében. Ezek segítségével a nehézfegyverzetű légiók végül is két módszert alkalmaztak a gyorsmozgású lovasokkal szemben.
1. Az egyik taktika egy belül üresen hagyott négyzet formációba való felfejlődés, mely minden oldalról védelmet biztosított, valamint a csapatok nagy pajzsaik használatával elháríthatták az ellenfél nyílzáporát is. Ez persze lassította az egységek haladását, és védtelenné tette őket a cataphracta rohamok ellenében. Ha a légiót ilyen támadás érte, a gyalogosok piláikat lándzsaként használva, és segítségükkel mintegy tüskés falat formálva védekeztek. A négyzeten belül helyezkedtek el a kifele tüzelő íjászegységek, valamint az ellentámadásra bevethető lovasság. A négyzetalakzat akkor volt leginkább sebezhető, ha a terepviszonyok (például hegyvidék, hasadék, híd) megbomlasztották a formáció kohézióját. Ebben az esetben a légió egy alegysége csatasorba fejlődött, és hátvédként biztosította a főerők továbbvonulását. A légió flexibilis szervezettsége lehetővé tette ezeket a manővereket, és segített a sereg túlélésében, ha az ellenség városait ostromolták, illetve fosztották ki.
2. A második taktika megoldás a gyalogos egységek szétszóródása és gyors előrehaladása volt. Ez nem csupán az ellenség lovasainak kisebb egységekre való szétszóródását kényszeríthette ki, valamint zavarta őket az íjászat során, hanem sokkal inkább komoly veszélyt jelentett az, hogy a gyalogság bekeríti és visszaveti őket. Ebben néhány alegység által a megfelelő tulajdonságokkal rendelkező terület elfoglalása jelentette a kulcsmomentumot, mely megakadályozta az ellenség széles körű támadását, illetve kiinduló pontjául szolgálhatott más manőverező különítmények számára az ellentámadás megindítására, illetve a visszavonulásuk biztosítására, ha a körülmények kedvezőtlenre fordultak. A felfejlődésnek persze elég gyorsan kellett megtörténnie ahhoz, hogy megállítsa, vagy semlegesítse az ellenséget. Mindeközben persze az egységeknek kölcsönösen támogatniuk kellett egymást, különben könnyen izolálódhattak és felmorzsolódhattak. A legfontosabb a kezdeményezés átvétele az ellenséges lovasoktól anélkül, hogy a hadsereg erői a szétszóródás következtében veszélyesen töredezetté váltak volna.
II. Julianusnak a perzsák ellenében indított hadműveletei oktatópéldái ezeknek a metódusoknak, bár az ekkori légiók már nem elsődlegesen nehézgyalogosokból álltak, mint a régebbi időkben. A perzsák kitértek a Julianus seregei ellenében vívandó nyílt csaták elől, helyette felégették a termőföldeket a rómaiak várható útvonala mentén, és kisebb küzdelmekben morzsolták fel erőiket. Hamarosan a perzsa főváros bevételére indított hadjárat lelassult. Vonakodva attól, hogy visszatérjenek azon az úton, melyen érkeztek, arra kényszerültek, hogy készleteiket, és a csapatokat támogató, az Eufráteszen felhajózó mintegy 1000 vízijárművet hátrahagyják. Julianus megosztotta a sereget, hátrahagyva egy mintegy 30000 fős utóvédet, majd megmaradt egységeivel a főváros felé indult. I. sz. 363. június 22-én végül egy döntő ütközet zajlott le légiói és a perzsa seregek között Maranga városának közelében. Julianus, hogy elkerülje az ellenséges lovasság nyílzáporának pusztító hatását, és csapatai széthullását, seregét kereszt alakú formációban állította fel, majd futólépésben támadásba indította katonáit. Hosszú csatát követően a perzsák visszavonultak, és a rómaiaknak komoly taktikai győzelmet sikerült elérniük.
Bár Julianus hadjárata végül elbukott, maga pedig meghalt a harcok során, de ez nem jelentette azt, hogy a római egységek képtelenek kezelni az ellenséges lovasságot. Ugyan maguk is megfelelő nagyságú lovas egységekkel rendelkeztek, de katonai módszereik, valamint korábbi keleti győzelmeik (például Traianus idején) megmutatták, hogy a megfelelően irányított, és együttműködésre képes, és más típusú egységekkel összehangoltan támogatott gyalogság, képes megfelelni az ellenséges lovassági támadás által felvetett kihívásoknak. Itt meg kell jegyezni, hogy Julianus idején a hadsereg nagy számú különböző gyalogsági egységből állt össze, az elit rohamegységektől és a birodalmi gárdától (Iovani, Herculiani) a kevésbé ismert kényszersorozott egységekig bezárólag. Ezeket a kevert csoportokat is légióknak nevezték, annak ellenére, hogy a „klasszikus légió” dominanciájának ekkor már rég leáldozott.

## A római gyalogság hatékonysága
Néhány római hadjárat mintapéldája a folyamatos és nagyarányú győzelmek kivívásának, illetve a kiváló katonai géniuszok hatékonyságának, míg más háborúkat a szerény eredményekkel járó csaták, vagy a katasztrofális vereségek jellemeznek. A váratlan rajtaütések esetén, mint például a teutoburgi vagy a Trasimenus tavi csatában, a római csapatok könnyen csapdába eshettek, és ez a felmorzsolódásukhoz vezetett. A birodalom története során időnként Pyrrhushoz és Hannibálhoz hasonló hadvezérek roppantották meg erejét. Az erős lovassággal rendelkező ellenfelekkel, mint például a perzsákkal szemben is, időnként komoly vereségeket szenvedtek. És mégis, a rómaiak nem csupán visszavágtak ellenségeiknek, de legtöbbször idővel felmorzsolták és semlegesítették is azokat. Tekintsük át még egyszer, mik is voltak az okai, hogy ennyi különböző, időnként nagyobb létszámú, képzettebb ellenféllel szemben, különböző időszakokban és különböző terepeken tudták elérni a végső győzelmet.

## A római sikerek legfőbb okai

### A rómaiak sikeresen másolták és adaptálták ellenfeleik fegyvereit és katonai módszereit
Néhány fegyvert, mint például a gladiust, a légiók idegen népek harcosaitól vettek át. Más esetekben a legyőzött népek legerősebb egységtípusait kérték meg, hogy szolgáljanak auxiliás csapattestekként seregeikben. A flotta felállításakor is hasonló módszereket követtek, elhagyva saját hatástalan metódusaikat, lemásolták és adaptálták a hatékonyabb karthágói hajókat, és saját ütőképes egységeikkel, a nehézgyalogosokkal rakták tele fedélzetüket.

### A római hadsereg szervezeti felépítése sokkal flexibilisebb volt, mint a legtöbb ellenfeléé
A törzsi harcosok gyakran egy tömegben, mindenféle összehangoltság nélkül rohanták le ellenfeleiket, mivel hagyományos kultúrájuk a hadviselés terén viszonylag kevés taktikai és szervezeti elemet tartalmazott. Voltak persze kivételek, mivel időnként akadtak olyan vezérek, akik alkalmazkodni tudtak a római katonai metódusokhoz, de ez nem volt túl gyakori. Ezzel ellentétben a fegyelmezett és jól képzett, a könnyűgyalogos és lovas egységekkel összehangoltan együttműködő nehézgyalogság sokkal gyorsabban volt képes a harci helyzettől függő metódusokat és formációt adaptálni és alkalmazni. Gondoljunk például az ostromok idején alkalmazott „teknős alakzatra”, vagy a lovasrohamok elhárítására szolgáló üreges négyzetformációra, vagy a nehézgyalogosokból, lovasokból és könnyűgyalogosokból álló egységekre a gerillaharcmodort alkalmazó hispániaiak ellenében, illetve nem utolsósorban a klasszikus, három sorba rendezett „sakktábla” felállásra. Jóval szofisztikáltabb taktikai elemeket felvonuló ellenfelekkel szemben is képesek voltak flexibilisen alkalmazkodni, amire jó példa Scipio Zamanál alkalmazott briliáns taktikája. Ez tartalmazta a sorban hagyott nagy réseket, mellyel eltérítette és csapdába csalta a rohamozó elefántokat, és a visszarendelt, újraszervezett és összehangolt felfejlődést egyetlen vonalba, melynek támadása végleg megtörte Hannibál Itáliában edzett veteránjait.

### A római fegyelem, szervezettség és szisztematikus logisztika
A római castra, illetve a megerősített táborok lehetővé tették a hadsereg számára, hogy a kívánatosnak tartott terepen maradhasson, pihenhessen, illetve biztonságos kiindulópontról indulhasson a csatába. A jól szervezett római logisztika is növelte a harci ütőképességet, mivel biztosította a szükséges készletek feltöltését és tárolását, a hadiutak építésével a seregek gyors mozgatását, az államilag fenntartott üzemekkel a csapatok fegyverekkel és felszereléssel való ellátását. A sereg vezérének halála nem feltétlenül eredményezte a légió harci moráljának összeomlását, mivel más képzett tisztek léphettek a helyére és vitték tovább feladatait. A Terbia folyónál elszenvedett vereséget követően például a sereget vezető consul halála ellenére 10000 római vágta keresztül magát a karthágóiakon, miközben a fő egységek a menekülés ideje alatt végig megőrizték kohéziójukat taktikai szervezettségüknek és fegyelmezettségüknek köszönhetően.

### A rómaiak ellenfeleiknél jóval kitartóbban pótolták emberveszteségeiket a hadműveleti területeken
Más civilizációkkal ellentétben a rómaiak általában addig folytatták a háborút, míg ellenfeleiket semlegesíteni vagy véglegesen elpusztítani nem tudták. A hadseregnek, végrehajtó eszközként, addig kellett a kitűzött célért küzdenie, míg ennek ellenkezőjére utasítást nem kapott az uralkodótól, vagy a szenátustól.
Európa törzsi alapokra épülő népeivel szemben, kiváltképpen Hispániában, a rómaiak állhatatossága és erőforrásainak túlsúlya idővel minden ellenállást felmorzsolt. A törzsi társadalmak természetszerűleg nem rendelkeztek ahhoz megfelelő állami és gazdasági strukturáltsággal, hogy hosszú ideig hadjáratot viseljenek, ráadásul következetlen politikával időnként a római hegemóniával szembeni ellenállásukról is lemondtak. A teutoburgi katasztrófa egyik kivétel eme szabály alól, de rómaiak öt év múltán már ismét háborúban álltak a germánokkal, és letörölték Varró vereségének szégyenfoltját. Az ellenállás hosszabb időn keresztül való fenntartásának hiábavalósága nem változtatott az általános sémán.
Ha a rómaiaknak egy másik nagy és szervezett állammal kellett szembeszállniuk, mint például a Perzsa Birodalom, a katonai út időnként nehezen járhatónak bizonyult illetve akár zsákutcába is juthatott. Ennek ellenére Róma meghatározó jellege, a konok kitartás továbbra is megmaradt. A Birodalom például Karthágótól szenvedte el legnagyobb vereségeit (főleg Cannae-nél), és ezek következtében hosszú időn keresztül arra kényszerült, hogy kerülje a nyílt összetűzést Hannibállal, de végül tengeri és szárazföldi erői újjáépítésével, és a küzdelem folytatásának konokságával meglepték ellenfeleiket, akik már arra számítottak, hogy Róma könyörögni fog a békéért. A Parthusok elleni háború nagy vereségei sem állították meg őket abban, hogy újra és újra megpróbálkozzanak betörni a keleti birodalomba, és bár azt teljesen elfoglalniuk sohasem sikerült, Róma végső soron megvédte hegemóniáját ezeken a területeken.

### A hadsereg vezetésének minősége változó, de hosszú időn keresztül mindig elég hatékony ahhoz, hogy biztosítsa Róma katonai sikereit
A hadvezetés rossz döntései elég gyakoriak a római katonai történelemben, a Hannibáli vereségektől kezdve egészen Crassus seregeinek parthiai megsemmisüléséig számtalan példa lehetne felsorolható. A római politikai struktúra azonban képes volt folyamatosan pótolni a hadvezetésre kész és alkalmas embereket, akiket az állam a rossz döntésekből fakadó vereségei és hivatali visszaéléseik esetén felelősségre is vonhatott. Nem volt szokatlan, hogy a csatát vesztő vezéreket politikai ellenfeleik beperelték, néhány esetben ennek következtében elvesztették a vagyonukat, illetve alig tudtak megmenekülni a haláltól. A szenatusi oligarchia, minden politikai manőverezéseivel, összeütközéseivel és egyéb hibáival együtt, képes volt felügyelni a katonai ügyeket, és tagjai képesek voltak a végső győzelmek kivívására. A különböző hadvezérek teljesítménye változó, de mind a viharos köztársasági időkben, mind a birodalmi császárok hatalma alatt, Róma elegendő jó képességű vezért adott ahhoz, hogy megőrizze katonai ütőképességét majd ezer éven keresztül.
Itt meg kell jegyezni, hogy a nagyszámú altiszt játszott szerepet a hadsereg koordinálásában és irányításában. Ezeknek az embereknek a kezdeményező képességének kulcsszerepe volt a rómaiak sikereiben, mint azt az ismeretlen tribunus példája is illusztrálja Künoszkephalánál. Az effektív hadvezetés a híres római centuriókhoz is kötődött, akik a légió szervezetének gerincét alkották. Bár mindegyikük természetesen nem volt tökéletes tisztnek nevezhető, de a parancsnoki rendszer alapvetően jól működött.

### A római hadsereg és a polgári kultúra, ami alapvetően a nehézgyalogos légió testesített meg, állandó motivációs és összetartó erőt biztosított
Ennek a kulturális kohéziónak nem kizárólagos forrásai: (a) a római polgárjog értéke, (b) a szabad férfiak toborzása a gyalogságba (ellentétben az idegen egységek, rabszolgák és zsoldosok széles körű alkalmazásával), (c) a légiós egységekhez való hűség, mely karakterisztikáit tekintve egyedi maradt mind kinézetében, mind fegyelmezettségében.